# Warmond

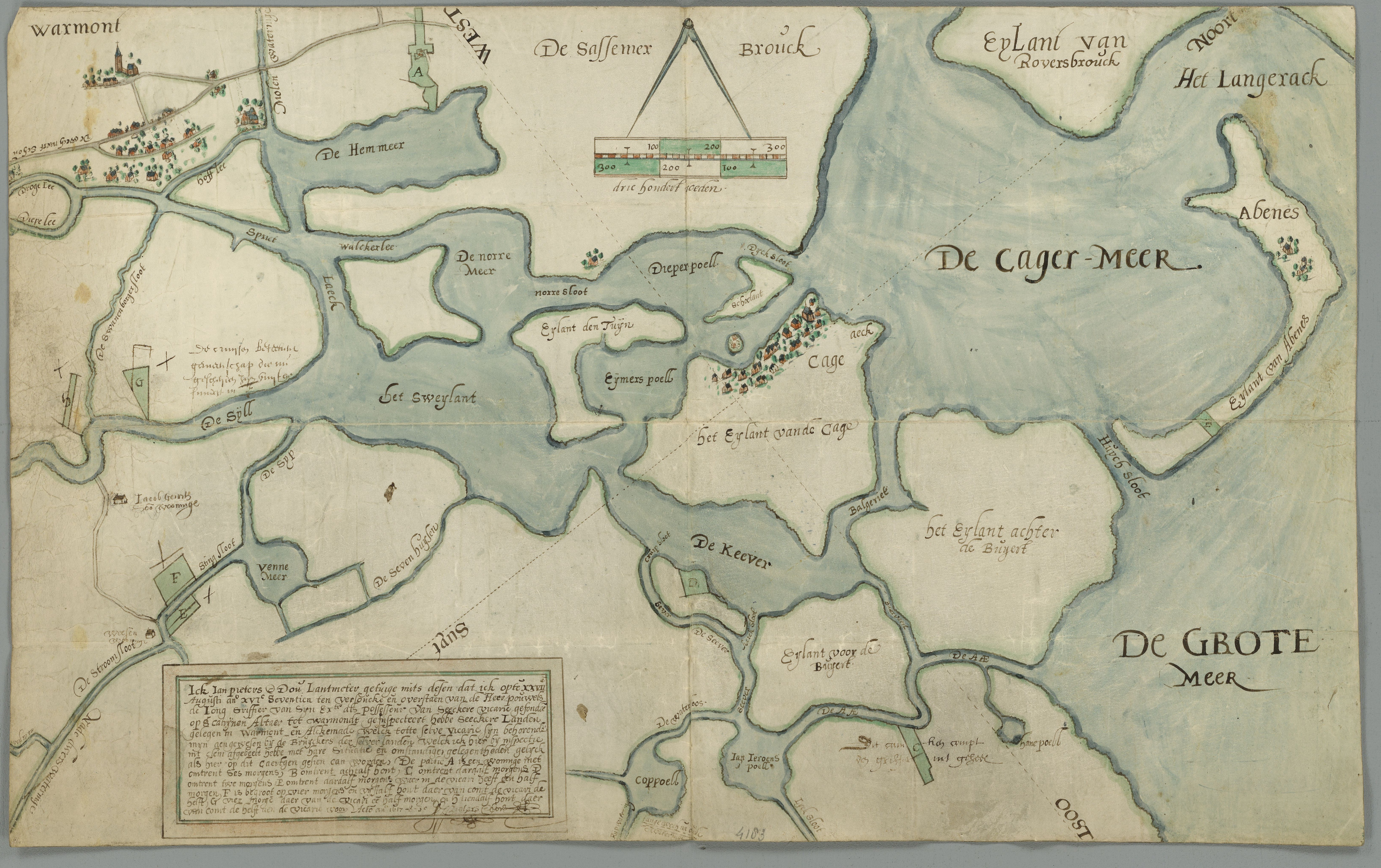
Warmond en de Kagerplassen in 1617.

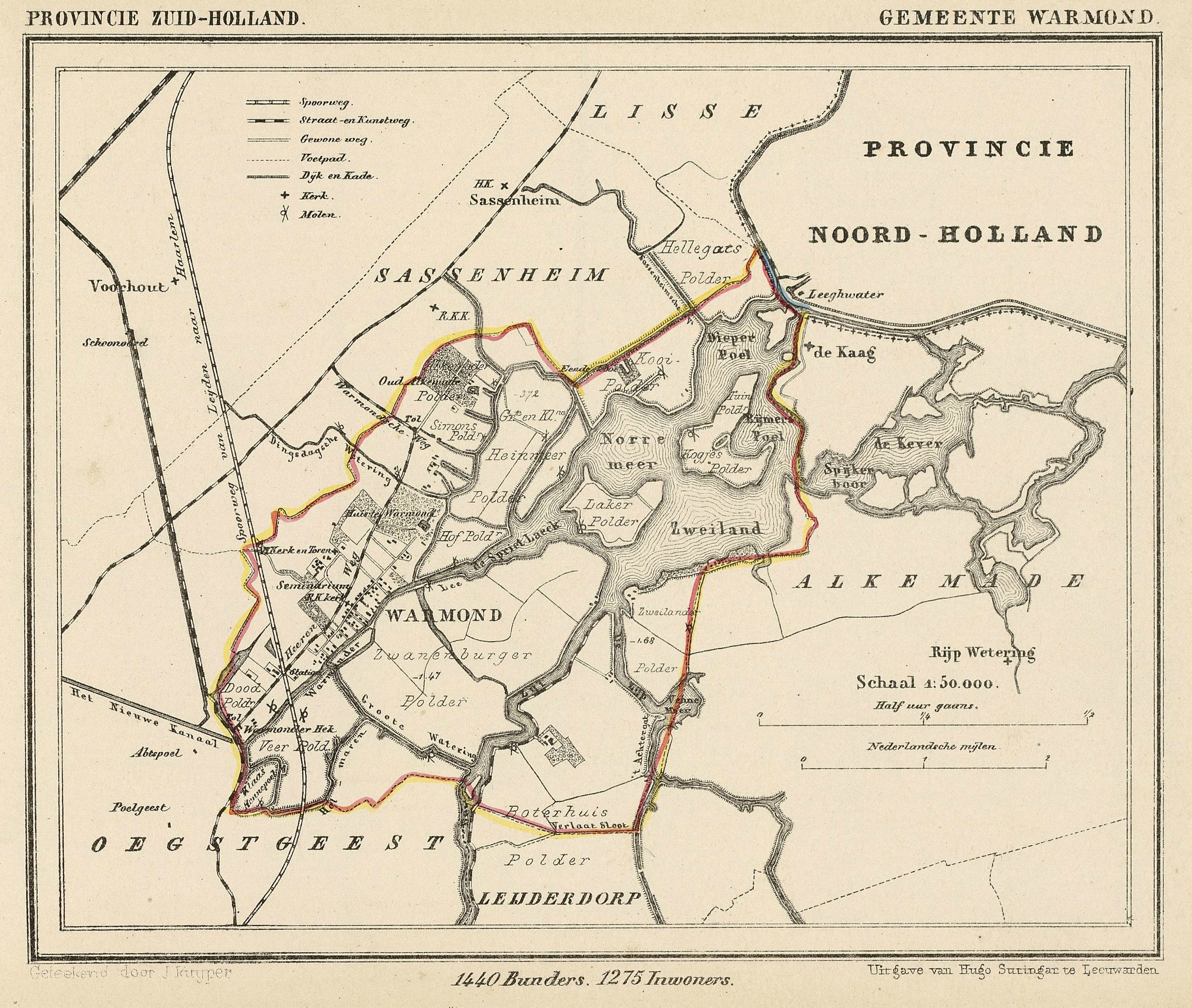
De voormalige gemeente Warmond in ca. 1865

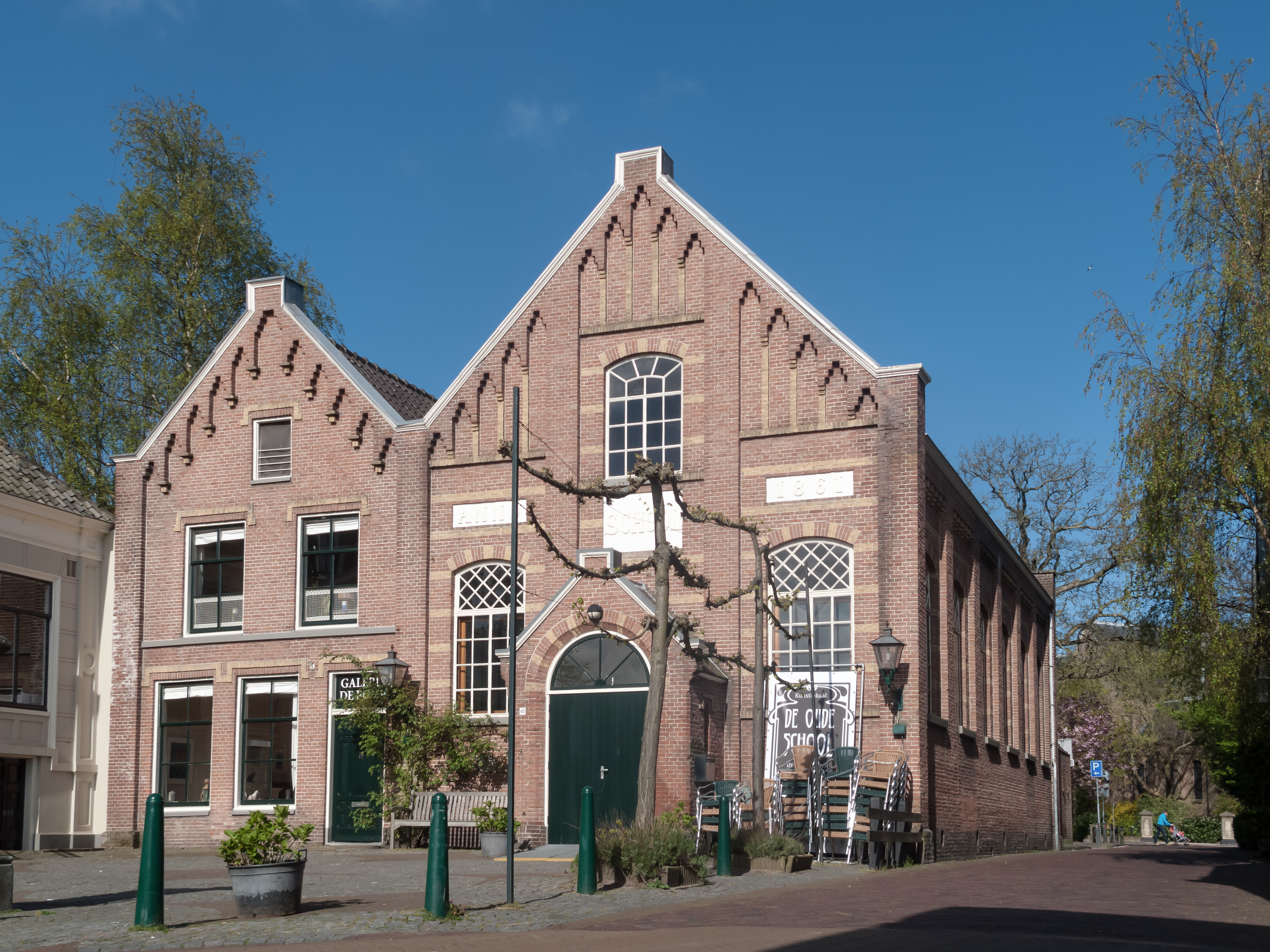
Café-restaurant in de voormalige dorpsschool op Dorpsstraat 40

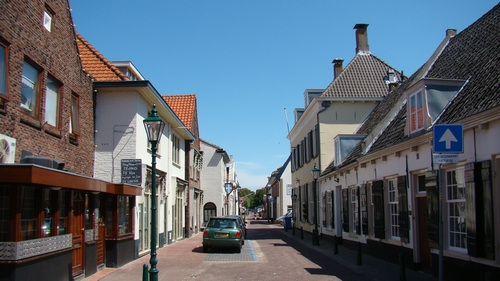
De Dorpsstraat in Warmond

Warmond is een dorp en een voormalige gemeente in Zuid-Holland, gelegen in de Bollenstreek, vlak ten noorden van Leiden, tussen Sassenheim en Oegstgeest. Per 1 januari 2006 is de gemeente met Sassenheim en Voorhout opgegaan in de gemeente Teylingen. Het inwonertal van de voormalige gemeente Warmond bedroeg op dat moment 4.915. Op 1 januari 2023 telde Warmond 5.210 inwoners.

## Ligging
Het dorp Warmond ligt aan de Kagerplassen, die ook voor het grootste deel in het Warmondse deel van de gemeente Teylingen liggen. Het dorp is bekend als een welvarende locatie. Het ligt op een oude strandwal. Deze loopt parallel aan de Leede, een water dat de Kagerplassen via enkele kanalen met de Oude Rijn verbindt. Evenwijdig aan de Leede lopen de Herenweg en de Dorpsstraat. Deze beide straten worden met elkaar en met het water verbonden met een reeks smalle steegjes, die dammen worden genoemd. Het polderland aan de oostkant van de Kagerplassen (ook wel het 'Lage land' genoemd) is vanuit het dorp Warmond alleen over het water of via het grondgebied van buurgemeenten te bereiken.

## Naam
Warmond wordt voor het eerst, onder de naam "Uuarmelde", genoemd in een negende-eeuwse goederenlijst van de kerk van Utrecht. Hierin staat dat de kerk Sint Maarten te Utrecht drie mansi (boerderijen) in het dorp bezat. Volgens dr. D.P. Blok was de naam "Uuarmelde" oorspronkelijk de naam van een waterloop, waarschijnlijk de huidige Leede en de Hofleede, het belangrijkste water bij het huidige dorp. Toen mensen zich daar in de vroege middeleeuwen vestigden, zal de naam van de waterloop  later zijn overgegaan op de nederzetting. Overdracht van een waternaam op aangrenzend land is in Nederland heel gangbaar geweest. In de 11e eeuw komt de naam voor als Warmunde en in de 14e en 15e eeuw als Wermonde en Warmonde.

## Geschiedenis

### Prehistorie en Romeinse tijd
Op de plek waar nu Warmond ligt, woonden in de prehistorie al mensen. Tijdens een archeologische opgraving aan de westelijke rand van Warmond, werd ontdekt dat daar zo’n 4500 jaar geleden een prehistorische nederzetting is ontstaan.
In het prehistorische Warmond woonden waarschijnlijk maar enkele tientallen mensen. Deze leefden van akkerbouw en van de veeteelt. Zo vonden de archeologen resten van gerst, hazelnoten, speenkruidknolletjes en bramen en vlierbessen, en ook botten van varkens, koeien, schapen en geiten. Aan deze botten was te zien dat daarin gesneden en gehakt was, en ook dat daaraan geknaagd was. Ten slotte vonden de archeologen ook botjes van zoetwatervissen.
Bij de opgraving werden ook veel potscherven gevonden. Deze waren versierd met afdrukken van nagels of met stokjes. De type versieringen op de Warmondse scherven laten zien dat de nederzetting ergens tussen 2550 en 2400 vóór Christus bewoond is geweest.
Misschien hebben de prehistorische Warmonders ook een beetje handel gevoerd. Dat blijkt uit het feit dat de archeologen daar, naast de lokale vuursteen, ook vuurstenen werktuigen uit andere streken vonden (uit het noorden van Nederland en ook uit Limburg). Deze vuursteen was niet aangevoerd door gletsjers. De Warmonders van toen hadden dus mogelijk contact met mensen van elders; bijvoorbeeld reizigers die leefden van de ruilhandel.
Bij andere opgravingen zijn ook sporen uit de IJzertijd (vanaf ca. 600 vóór Christus) en uit Romeinse tijd gevonden. Het betrof echter géén sporen van een nederzetting, maar slechts losse vondsten. Onder meer een pot uit de IJzertijd en ook scherven en een munt uit de eerste twee eeuwen na Christus. In of bij Warmond woonden toen dus wel mensen.
Deze vondsten worden pas begrijpelijk binnen de historisch context. Rond het jaar 20 vóór Christus kwamen de Romeinen naar Nederland, maar pas vanaf ongeveer 40 ná Christus kwamen zij naar de kuststreek. Om de Rijn in handen te houden, bouwden de Romeinen allerlei legerforten langs de rivier. Rond de plek waar later Leiden zou ontstaan, bouwden zij legerfort 'Matilo'. De aanwezigheid van de Romeinse soldaten zorgde voor een zekere veiligheid. In de kuststreek ontstonden dan ook allerlei dorpjes. De mensen vestigden zich hier als boeren en vissers en zij dreven handel met de Romeinen. De vondsten uit die tijd die in Warmond zijn gedaan, hebben hiermee te maken. Na het jaar 250 kwam hier een einde aan. Het Romeinse rijk begon in te storten en de Romeinen trokken zich terug naar het zuiden. Door het vertrek van de Romeinen trok de door hen beschermde bevolking ook weg. De kuststreek, waar boerderijen en akkers voor altijd verlaten waren, vulde zich langzaam met bossen.

### Vroege en hoge middeleeuwen

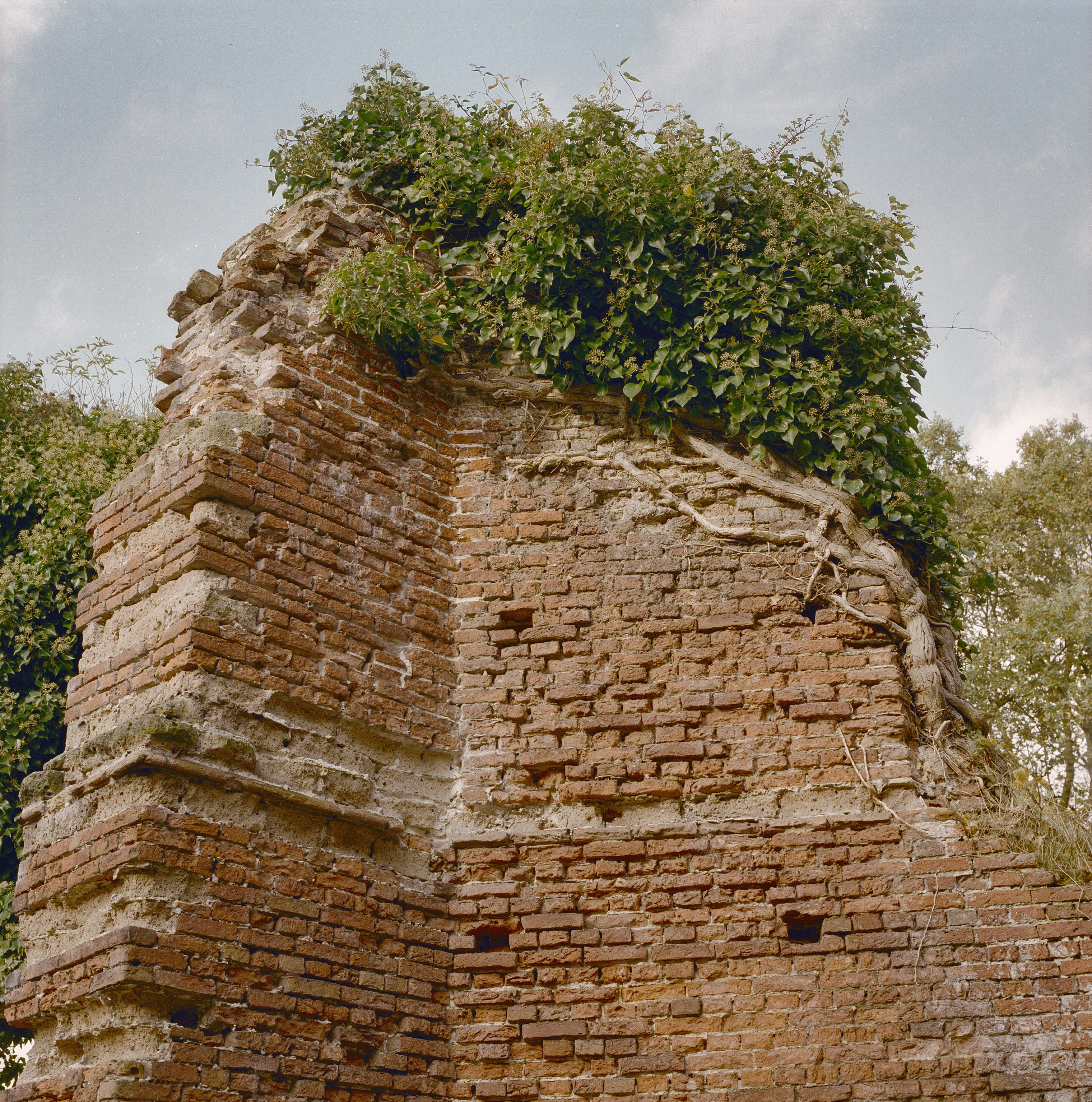
Muren van de ruïne van de kerk bij de Oude toren, met resten van hergebruikt tufsteen, vermoedelijk afkomstig van een eerdere bouwfase

Pas na een paar eeuwen ontstonden in de kuststreek weer dorpjes. Vooral in verband met de Kerstening van de kuststreek vernemen we de eerste berichten over de toenmalige bevolking. In 690 kwam Willibrord aan land bij de monding van de Schelde. Bekend is zijn betrokkenheid bij de stichting van de kerk van Oegstgeest tussen 719 en 739. Deze kerk werd de moederkerk van verschillende kapellen in omringende dorpen, zoals Warmond. Het dorp Warmond wordt voor het eerst vermeld tussen 885 en 896, en zijn kapel wordt kort vóór 1049 genoemd.
Buiten het bestaan van een Warmondse kapel en later kerk rond het jaar 1000 (als dochterkerk van Oegstgeest) is over het vroeg- en hoog-middeleeuwse Warmond maar weinig bekend. Archiefstukken uit die tijd zijn er amper. Wel heeft de archeologie enkele sporen uit deze periode gevonden, zoals een gebouwtje waarvan een van de houten paaltjes een koolstofdatering had tussen 865 en 1042 na Chr., en ook zijn op de top van de strandwal (aan de Herenweg achter de Hervormde kerk) een groot aantal vroegmiddeleeuwse weefgewichten gevonden, wat op bewoning duidt.
Door een studie over de oudste belastingen die in Warmond geheven werden (met name de tijns), is ten slotte duidelijk geworden dat de kern van het dorp Warmond in de 12de eeuw al lag waar het historische centrum heden nog gelegen is: aan de oevers van de Leede. Ook is aannemelijk gemaakt, dat de Warmondse dorpskerk in de periode 1127-1156 in tufsteen werd herbouwd en toen aan St. Matthias werd gewijd.

### Late middeleeuwen
Pas door de toenemende verschriftelijking in de 13de eeuw is er meer bekend over het dorp. Het zijn dan vooral de heren van Warmond (en andere Warmondse edelen) die zich manifesteren. De eerste heer van Warmond van wie de naam bekend is, was heer Frank van Warmond. Op 20 februari 1201 was hij bij de graaf van Holland op bezoek. De graaf schonk toen landerijen aan een abdij en vroeg de heer van Warmond om getuige te zijn.

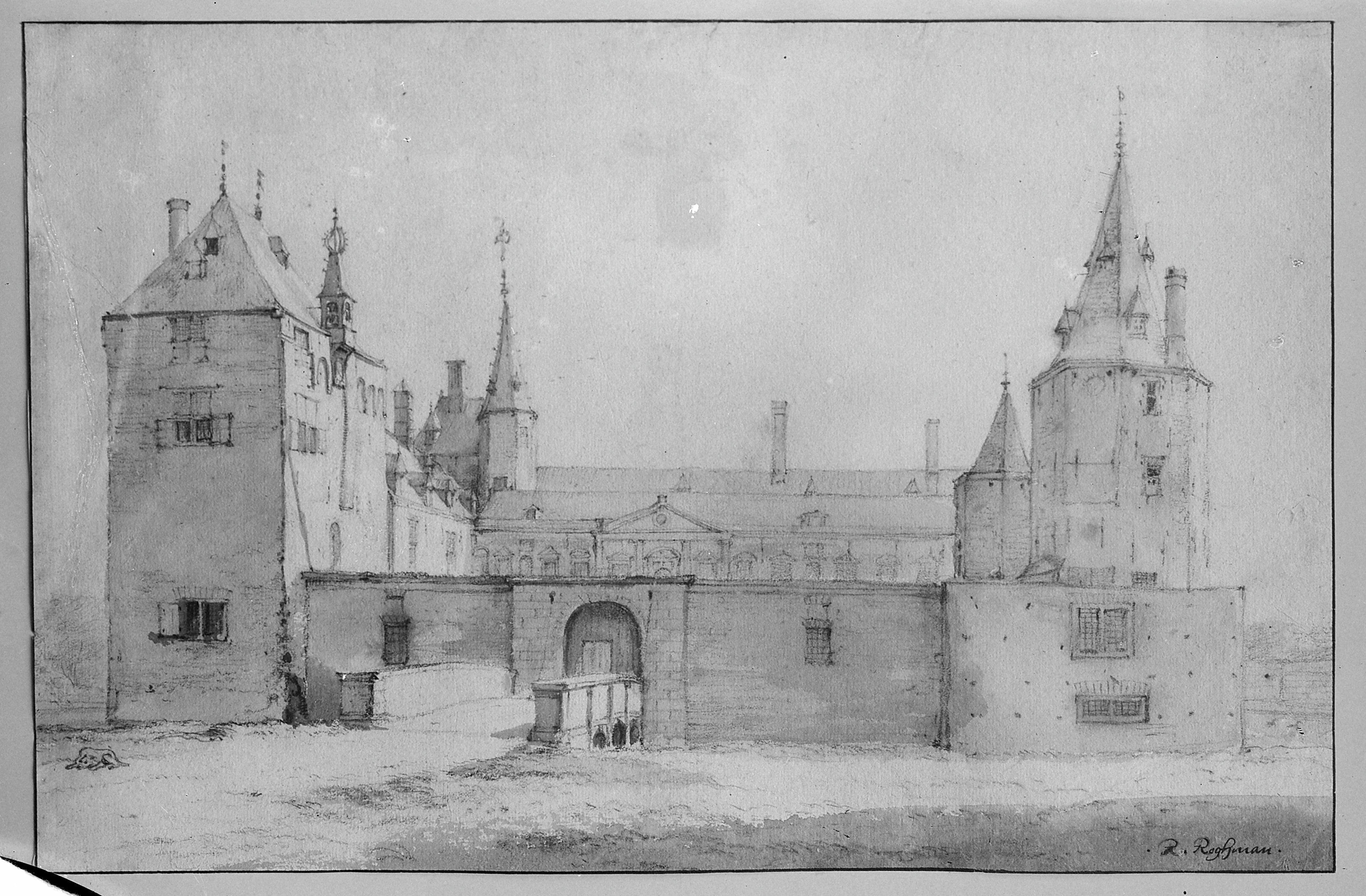
Het middeleeuwse Huys te Warmont, getekend door Roghman

De heren van Warmond woonden eerst in een kasteel naast de dorpskerk (bij de huidige Oude Toren). Pas na 1300 woonden zij op het Huys te Warmont. Het dorp had nog meer kastelen, zoals Alkemade, Endepoel, Oud Teylingen/Lockhorst en Dirks Steenhuis. Deze zijn allemaal verdwenen. Alleen het kasteel van de heren van Warmond bestaat nog.
De heren van Warmond waren ridders en ze worden vermeld op verschillende slagvelden, zoals ridder Jacob van den Woude (†1302), de kleinzoon van Frank van Warmond. In 1301 vond een groot veldslag plaats tussen Holland en Utrecht, en Jacob van den Woude leidde het Hollandse leger samen met vier andere edelen. Een latere heer van Warmond, Jan van den Woude (†1417), was ook zo’n stoere vechtersbaas. In 1396 ging hij samen met de graaf van Holland tegen de Friezen vechten. Voor de strijd sloeg de graaf de heer van Warmond ook tot ridder. In 1402 werd de inzet van de heren van Warmond beloond: de graaf verhief Warmond tot ‘hoge en vrije heerlijkheid’. Daardoor werd Warmond een zelfstandig gebied, een ‘staat in de staat’. De heren van Warmond waren dus steeds machtiger geworden. Toch moesten zij het soms ook ontgelden: in 1420 en 1426 werd hun kasteel, het Huys te Warmont, aangevallen en in brand gestoken.

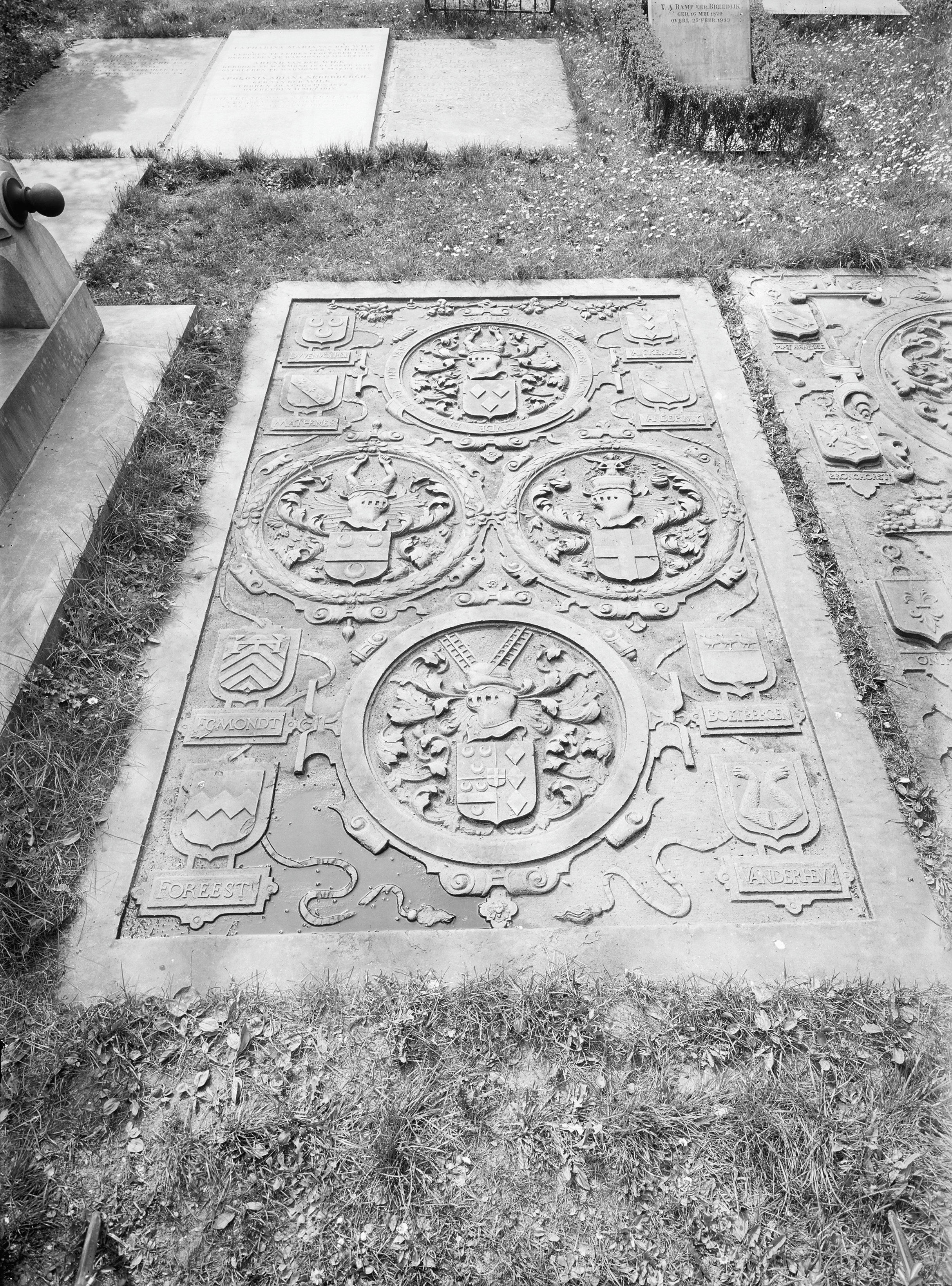
Graf van de 14de-eeuwse heer van Warmond ridder Jacob XIV van den Woude in het koor van de ruïne bij de Oude Toren. De oorspronkelijke grafsteen is in de 17de eeuw vervangen door de huidige.

In de geest van hun tijd waren de heren van Warmond vrome ridders. Jan van den Woude, die met de graaf in Friesland had gevochten, stichtte in Warmond in 1410 en 1413 twee kloosters. Het eerste was het mannenklooster Mariënhaven dat stond op de plek waar in Warmond nu de woonwijk De Kloosterwei is gelegen. Het tweede klooster, vrouwenklooster St. Ursula, stond aan de noordzijde van de Oude Toren. Die plek is nu een weiland.

### 16e eeuw
Voor Warmond was deze eeuw er een van verwoesting, want buiten het vergroten van de dorpskerk in 1525-1527 vallen alleen rampen te noemen. In 1509 brak de Spaarndammerdijk door en alle landerijen in Warmond stonden onder water. In 1514 gebeurde het nog een keer. Zelfs het bos van het Huys te Warmont stond blank. In 1545 vond weer een ramp plaats: het mannenklooster Mariënhaven werd door brand verwoest.

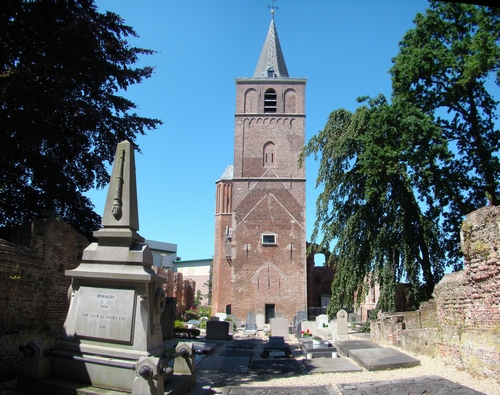
Ruïne van de kerk bij de Oude Toren

Het belangrijkste hoofdstuk in de verwoestingen van de 16de eeuw kwam met de Tachtigjarige Oorlog (1568-1648). Spaanse troepen vielen de Nederlanden binnen en belegerden verschillende steden, zoals Haarlem en Alkmaar. In 1573 dreigde Leiden op zijn beurt te worden aangevallen. Om te voorkomen dat de Spanjaarden in de grote gebouwen rondom de stad zouden gaan zitten, lieten de Leidenaren deze gebouwen slopen. In augustus 1573 kwamen zij naar Warmond, waar zij de dorpskerk in brand staken. Ook de kloosters gingen in vlammen op. Daarom kennen we de kerk nu als een ruïne. De kloosters zijn zelfs helemaal verdwenen, omdat de bakstenen werden gebruikt om het Huys te Warmont te herbouwen. Want ook het kasteel was een ruïne geworden. Tijdens het beleg van Leiden woonde de heer van Warmond trouwens niet op zijn kasteel, want hij verdedigde de stad met zo’n 150 soldaten tegen de Spanjaarden.
Eind 1574 werd Leiden eindelijk bevrijd. De heer van Warmond – dat was toen Johan van Duvenvoirde – werd beloond voor zijn inzet bij de verdediging van de stad. De prins van Oranje benoemde hem tot ‘Admirael ende oversten’ van alle oorlogsschepen op het Haarlemmermeer.
Daarmee waren de verwoestingen helaas nog niet voorbij. In 1576 waren troepen van de prins van Oranje in Noordwijk gelegerd, maar deze soldaten werden slecht betaald. In november kwamen de soldaten Warmond plunderen. Ze namen alles mee wat ze konden stelen.
Uit een document uit 1579 blijkt hoe zwaar het dorp onder de eerste oorlogsjaren geleden heeft. Net als elders waren de velden in Warmond door de soldaten vertrapt, de huizen verbrand, en de oogsten en dieren geroofd. Warmond moet er troosteloos hebben uitgezien, maar het leven kwam weer op gang. Nieuwe boerderijen werden gebouwd, en in de ruïne van de kerk bij de Oude Toren werd het koor hersteld. Voortaan hielden de protestanten daar hun eredienst. De katholieken kerkten elders. De Reformatie was een feit.

### Gouden Eeuw

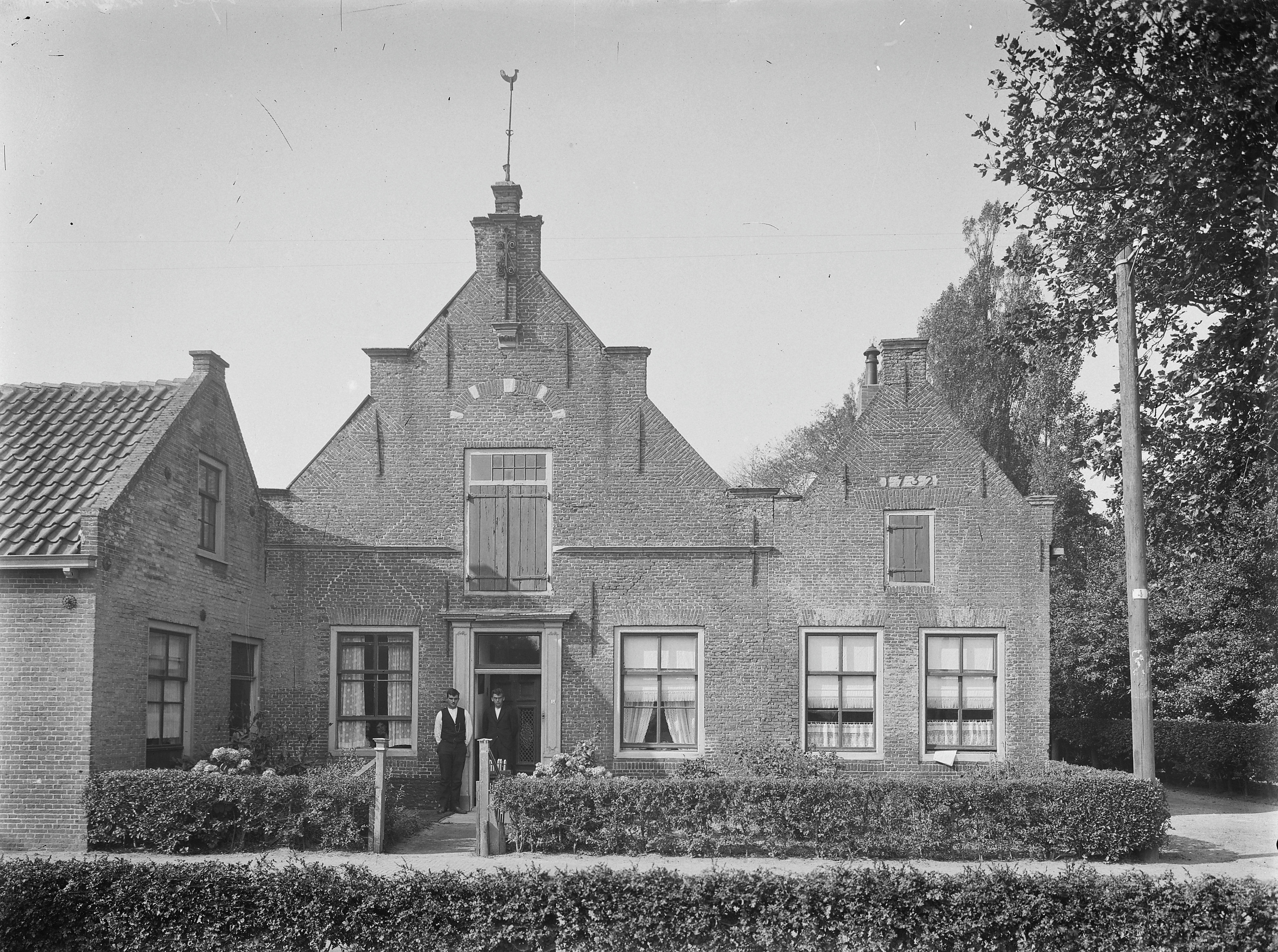
Jan Steenlaan 34-38 in 1921

In de 17de eeuw woonde de beroemde schilder Jan Steen (1626-1679) in Warmond. In het bekende ‘Jan Steenhuis’ aan de Warmondse Jan Steenlaan 34-36 woonde hij niet. Maar Jan Steen heeft dat huis wel gekend, want hij woonde daar schuin tegenover, in een huis dat al lang verdwenen is. Twee jaar lang woonde hij daar. Warmond heeft Jan Steen wel geïnspireerd. Hij schilderde bijvoorbeeld ‘de Hoenderhof’, waarop het Warmondse kasteel Oud Teylingen/Lockhorst op de achtergrond te zien is. Volgens de Leidse archivaris W.J.J.C. Bijleveld is op Jan Steens schilderij ‘Soo gewonne, so verteert’ een deel van het interieur van kasteel Oud Teylingen/Lockhorst afgebeeld. Heel bijzonder is ook het schilderij ‘Kermis te Warmond’, waarop een herberg te zien is, met daaromheen heel veel mensen die lol maken. Toch is het de vraag of dit schilderij echt Warmond laat zien. Het schilderij kreeg zijn titel 'Kermis te Warmond' namelijk pas laat: in 1789. Bovendien lijkt de op het schilderij afgebeelde poort meer op die van het Huis Ter Weer in Wassenaar, dan op die van een Warmonds kasteel. Er heerst dus twijfel.

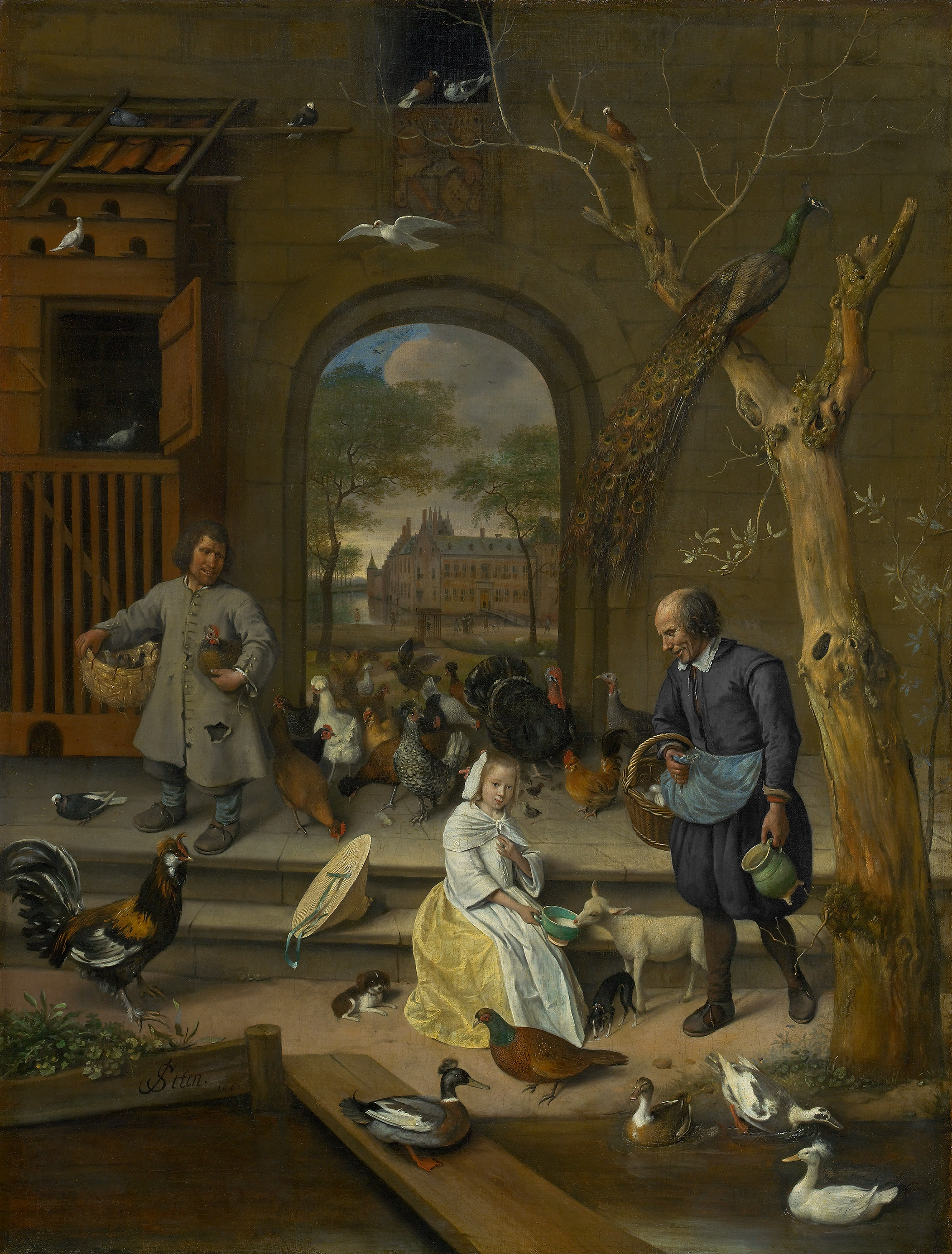
De Hoenderhof, geschilderd ca 1660. Door de deuropening is kasteel Oud Teylingen/Lockhorst te zien (zuidzijde)

In dezelfde periode woonde in het dorp nog zo'n beroemdheid: de Nederlandse natuurkundige Antoni van Leeuwenhoek (1632-1723). In zijn kinderjaren was hij in Warmond leerling op een kostschool. Onbekend is waar deze school toen precies in het dorp lag.
Het midden van de 17de eeuw betekende voor Warmond net als voor de rest van het land vooral het einde van de Tachtigjarige Oorlog. In 1648 werd de vrede getekend. Bij deze vrede speelde Warmond indirect een rol. Want een van de mensen die bij de vredesonderhandelingen namens Nederland optraden, was een Warmonder: Hiëronymus van Beverningh (1614-1690). Hij woonde op kasteel Oud Teylingen/Lockhorst, hetzelfde kasteel dat Jan Steen schilderde.
Dat Hiëronymus van Beverningh in het landelijke Warmond kwam wonen, past bij de Gouden Eeuw, daar men toen steeds meer verlangde naar de rust van het buitenleven. Stedelingen trokken naar het platteland en gingen wonen in ‘buitenplaatsen’: statige huizen omgeven door mooie tuinen. In Warmond ontstond toen een huis dat alle Warmonders goed kennen: Oostergeest. De Warmondse baljuw Cornelis van Roosenburgh bouwde deze buitenplaats in 1651. Daarna werden in Warmond nog meer buitenplaatsen gebouwd, zoals Groot Leerust (Burgemeester Ketelaarstraat 1), Leevliet (Jan Steenlaan 13) en Middendorp (Middendorplaan 10-12).

### Verlichting
De jaren na 1700 staan bekend als de tijd van de verlichting. Dankzij de vooruitgang in de wetenschap begonnen mensen te denken, dat het mogelijk was om alles te begrijpen en te verbeteren. Verlichte denkers kregen nieuwe ideeën over godsdienst, de politiek, de economie en over de samenleving.
Zulke verlichte denkers waren in Warmond aanwezig. Een van hen was Johan Conrad Amman. Hij was in 1669 in Zwitserland geboren, maar kwam na zijn studie medicijnen naar Amsterdam, waar hij zich als arts vestigde. Hij ging zich daar bezighouden met onderwijs aan doofstommen. Hij was de eerste dokter in Nederland die het voor elkaar kreeg om dove kinderen te leren praten. In 1715 kwam Amman in Warmond wonen. Hij woonde op huis Oostergeest. Hij stierf daar in 1724.
Door hun zucht naar kennis waren verlichte denkers vaak grote verzamelaars, zoals te zien is bij latere bewoners van Oostergeest, onder wie Abraham Edens, een Rotterdamse koopman die het huis in 1746 wist te kopen. Hij was een groot verzamelaar van boeken, prenten, kaarten, tekeningen en allerlei wis- en natuurkundige gereedschappen zoals telescopen, microscopen en barometers. Edens stierf in 1765.
Maar de grote denkers uit de 18de eeuw waren niet alleen op huis Oostergeest te vinden. Op het Huys te Warmont was de laatste heer van Warmond uit het geslacht Van Wassenaer in 1774 overleden, zonder kinderen te hebben. Het kasteel werd verkocht aan de schatrijke Cornelis Pieter baron van Leyden. Op een gegeven moment raakten zijn vrouw en zijn zoon bevriend met de schrijfsters Betje Wolff (1738-1804) en Aagje Deken (1741-1804). De dames werden vaak en regelmatig uitgenodigd om de zomers op het kasteel door te brengen. Met de Van Leydens praatten Betje en Aagje graag over kunst en cultuur, en vermoedelijk ook over godsdienst en politiek. Dat was een genot. Vanuit het Huys te Warmont schreef Betje aan een vriend: ‘De plaats is overheerlyk; verstant, geest en hart hebben hier niets te wenschen, ons verblijf alhier is als eene Leevendige waterwel in de dorre zandwoestyne van het woeste Arabië’. Voor de bewoners van het Huys te Warmont brachten deze jaren zorgen. In 1795 werd Nederland bezet door de Fransen, die hier hun idealen van vrijheid, gelijkheid en broederschap meebrachten. De macht van de adel en de kasteelheren werd nu ernstig bedreigd.

### Industrialisatie
De 19de eeuw begon met de Franse tijd: Keizer Napoleon Bonaparte heerste over Europa. In Nederland stelde hij zelfs zijn broer Lodewijk Napoleon als koning aan. Deze had het beste met de Nederlanders voor. Maar hij kon niet voorkomen dat de keizer de Nederlanders in zijn oorlogen meesleepte. In 1812 moesten mannen uit Warmond naar Rusland vertrekken om daar strijd te leveren. Velen verloren het leven. Na de Russische veldtocht waren acht Warmondse jongens vermist.
In 1815 werd Napoleon Bonaparte nogmaals verslagen en begon de tijd van burgers. Er kwam meer democratie. Warmond was eeuwenlang een zelfstandig gebied waar de heer van Warmond over leven en dood van zijn onderdanen beschikte. Maar dat was nu voorbij. De heren van Warmond mochten het dorp nog besturen, maar dit recht raakten zij in 1848 definitief kwijt. Voortaan werd het dorp bestuurd door het gemeentebestuur zoals dat tegenwoordig nog bestaat: een burgemeester, een paar wethouders en een gemeenteraad.

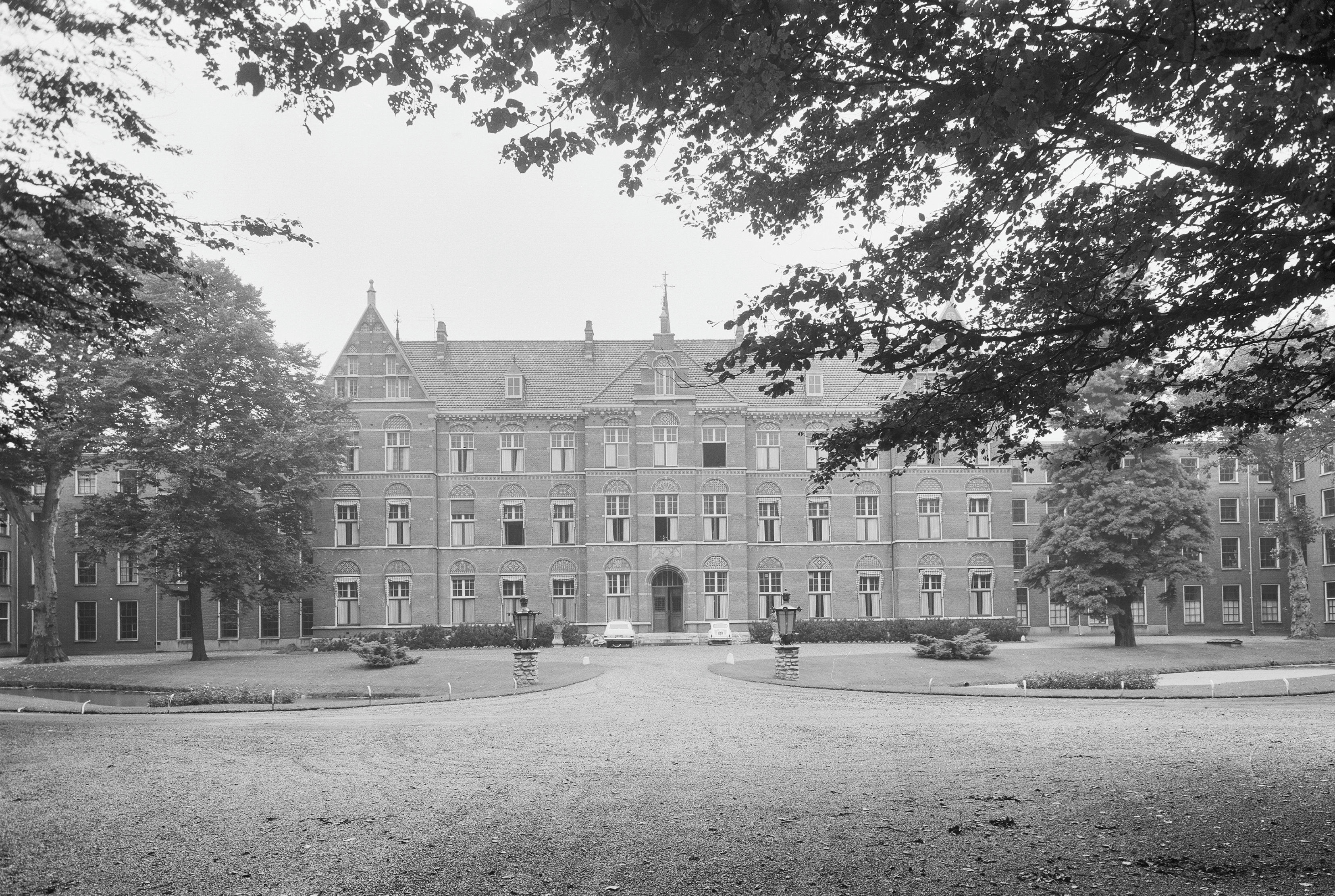
Groot-Seminarie te Warmond in 1965

In de 19de eeuw was het geloof nog altijd belangrijk. Daarin speelde Warmond een rol, want daar was sinds 1799 een Groot Seminarie. Dit zat in de gebouwen die Warmonders nu kennen als Mariënhaven en Mariëngaerde. Het Seminarie was heel belangrijk. Niet alleen hebben veel pastoors daar hun opleiding gehad, het Seminarie werd voor de Warmonders ook een bron van inkomsten. Vooral priesterkleermakers en kaarsenmakerijen (zoals Papôt, vanaf 1856 op Dorpsstraat 112) werkten voor het Seminarie.
De 19de eeuw was ook de tijd van de Industriële revolutie. Dat kwam vooral dankzij de stoommachines. In Warmond was het letterlijk zo, want in 1842 kreeg het dorp een treinstation. Station Warmond lag aan de allereerste spoorlijn van Nederland, waarvan de bouw vijf jaar eerder was begonnen. Dit stationsgebouw bestaat niet meer: het stond naast het huidige spoorwegviaduct, schuin tegenover restaurant Het Stationskoffiehuis. Al binnen een jaar na de bouw van het station vond in Warmond al een treinongeluk plaats. De spoorbrug over de Leede was niet goed dichtgegaan, waardoor de locomotief en de kolenwagen ontspoorden en neerstortten. De bestuurder van de locomotief verloor het leven en twee andere machinisten raakten gewond, maar de reizigers bleven ongedeerd. Door deze droevige gebeurtenis kreeg Warmond wel een primeur, want dit was het allereerste spoorwegongeval van Nederland. Ook in 1874 vond er bij Warmond een spoorongeval plaats waarbij twee doden vielen.
Binnen de industriële revolutie past ook de bouw tussen 1843 en 1845 van het gemaal De Leeghwater. Het gemaal, gelegen aan de zuidrand van de Haarlemmermeer (toen nog Warmonds grondgebied), werd gebouwd voor de droogmaking van het Haarlemmermeer. Het was een prestatie van formaat, want het gemaal was toen de grootste stoommachine ter wereld.

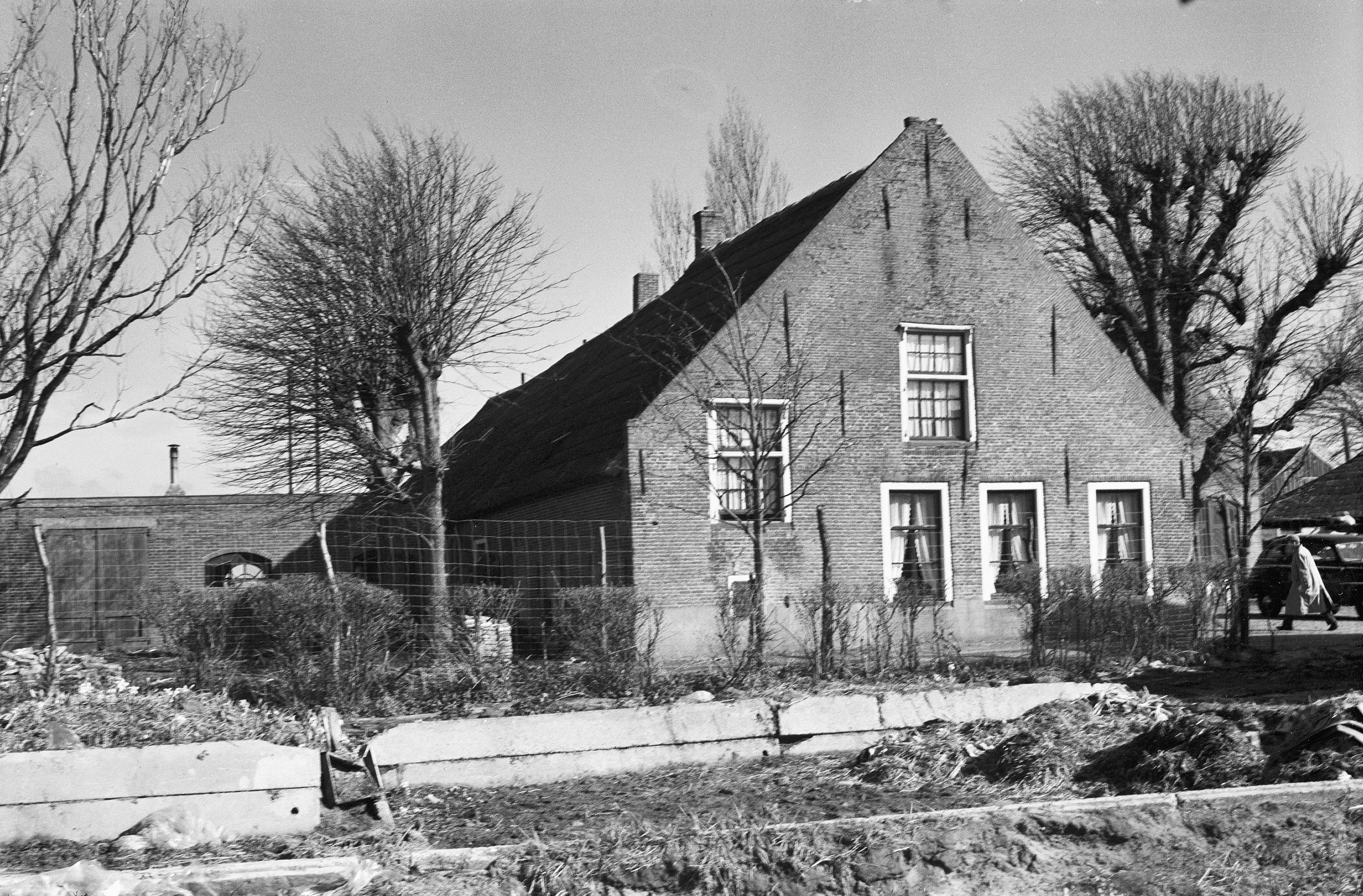
Boerderij Oosteinde 11 in 1958

Ondanks de industriële revolutie was Warmond toen vooral een boerendorp. Er zijn tegenwoordig weinig boerderijen in Warmond, maar in 1815 waren er bijna vijftig. Op deze boerderijen waren veel dieren te vinden, waarvan de meeste werden gegeten. Elk jaar werden in Warmond honderden koeien, schapen en varkens geslacht. Daarnaast produceerden de Warmondse boeren vooral rogge en aardappelen, en daarnaast ook haver, gerst, erwten, bonen en kaas. Omdat Warmond aan het water ligt, waren de boerderijen daar bijzonder: het waren vaarboerderijen. Men noemde ze zo, omdat de boeren hun dieren met de boot naar de weilanden brachten. Vanwege de waterrijke omgeving kende Warmond ook scheepmakerijen. De Scheepsbouw was in het dorp een van de belangrijkste ambachten.
Het is eeuwen lang zo geweest, maar vanaf 1880 ging het Warmondse boerenlandschap er langzaam maar zeker heel anders uitzien. Op de zandgronden kon men heel goed bollen kweken en dat leverde veel geld op. De akkers verdwenen helemaal uit het landschap. Zij maakten plaats voor tulpen, hyacinten en later ook narcissen. Tegen 1900 had Warmond bijna 100 hectaren bollengrond. En er werden bollenschuren gebouwd, waar de bloembollen werden opgeslagen. Middenin het dorp staan nog mooie bollenschuren, zoals de houten schuur achter Dorpsstraat 62a en het grote huis op Dorpsstraat 19.

### De wereldoorlogen en Warmond
De 20ste eeuw werd de eeuw van de wereldoorlogen. Op 3 augustus 1914 verklaarde Duitsland de oorlog aan Frankrijk. Zo begon de Eerste Wereldoorlog (1914-1918). De Duitsers vielen België binnen om Frankrijk vanuit het noorden aan te vallen. Rond Antwerpen en Mechelen werd zo heftig gevochten dat de bevolking op de vlucht sloeg. Vanaf oktober 1914 trokken meer dan een miljoen Belgische vluchtelingen naar Nederland.
In Warmond kwamen de eerste vluchtelingen al op 10 oktober aan. Net als overal in het land werden ze in Warmond goed onthaald. Zo’n 200 Belgen werden opgevangen in Hotel De Zon (Dorpsstraat 114) en in de lagere school – de St. Nicolaasschool – die toen op de plek van Albert Heijn stond. De Warmonders gaven veel kleding en de Warmondse arts nam de medische zorg op zich. De vluchtelingen werden ondertussen ook wel aan het werk gezet: voor hun eigen behoeften moesten zij zelf strozakken maken, breien, kleren naaien en wassen. De vluchtelingen bleven niet lang. De Duitsers lieten namelijk weten dat ze terug mochten keren. Velen gingen terug naar huis, maar sommigen waren bang en trokken naar andere plaatsen in Nederland. Op 19 november 1914 werd voor de laatste overgebleven vluchtelingen in het dorp een Sinterklaasfeest georganiseerd. De Sint gaf hen veel koek en speelgoed mee. De volgende dag vertrokken ze naar vluchtelingenkamp Oldebroek in Gelderland. De Warmonders waren opgelucht, want voor een dorp met maar 2000 inwoners, waren 200 vluchtelingen een hele last.

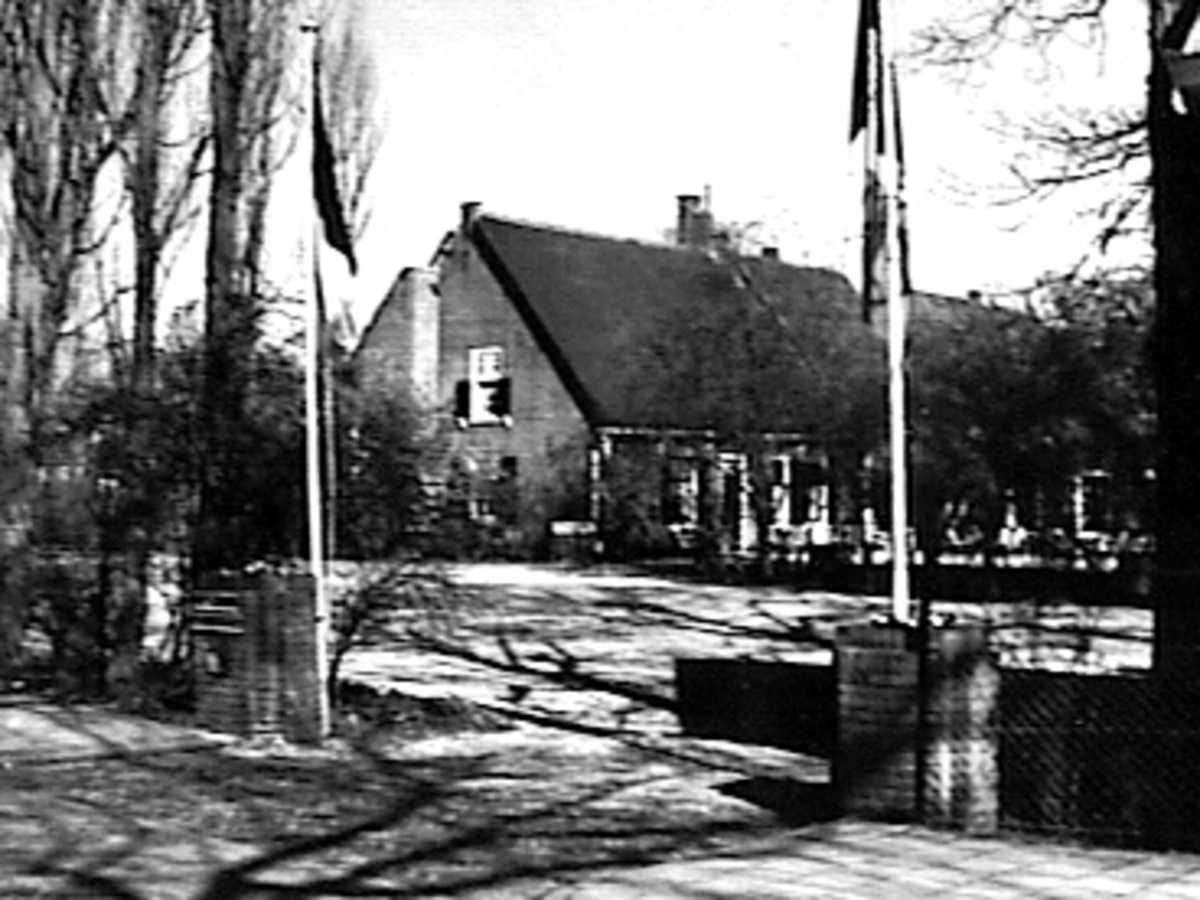
Restaurant-boerderij Meerrust in 1958

De jaren na de oorlog waren goed. In Warmond kwam de watersport op. Sommigen verdienden daar veel geld mee. Er werden jachthavens aangelegd, zoals jachthaven 't Fort en de jachthaven van W.A. Visch aan de huidige Burgemeester Ketelaarstraat. Langs de Leede ontstonden restaurantjes, zoals restaurant-boerderij Meerrust (Dorpsstraat 5). Rijke mensen kwamen helemaal vanuit Den Haag om in Warmond te eten en aan het water feest te vieren. Een belangrijke werkgever in Warmond was toen de houtfabriek Padox in de Veerpolder. In 1923 werkten daar zo’n 130 mensen. Padox maakte complete houten woningen die je zelf in elkaar kon zetten. In Warmond staan er nog een paar: aan de Burgemeester Ketelaarstraat 2A-4 en 10-12, en ook aan de Herenweg 115 en 117.
In 1929 ging het mis. Europa was na de oorlog heel afhankelijk van Amerika, van wie veel geld werd geleend voor de wederopbouw. Maar in Amerika brak een economische crisis uit. De hele wereld werd hierin meegesleept. Voor de kleinere boeren of bollentelers in Warmond werd het moeilijk. Ze verdienden bijna niets meer en moesten de overheid om steun vragen.
De crisisjaren waren voor Duitsland nog zwaarder dan voor andere landen. Als verliezer van de Eerste Wereldoorlog moest Duitsland namelijk enorm veel geld aan Frankrijk betalen. Het Duitse geld werd minder waard en prijzen schoten omhoog. Veel Duitsers leefden in armoede. De crisis van 1929 maakte dit alleen maar erger en Duitsers waren erg boos. Adolf Hitler, die in 1933 aan de macht kwam, speelde daarop in. Hij bouwde grote wapenfabrieken waar Duitse werklozen aan het werk konden. Hij gaf de Duitsers hoop. En met zijn lange toespraken wist Hitler op veel Duitsers grote indruk te maken. Toen Hitler oorlog wilde gaan voeren, waren de Duitsers bereid hem te volgen.
Met de inval van het Duitse leger in Polen begon de Tweede Wereldoorlog (1939-1945). Engeland en Frankrijk verklaarden op hun beurt de oorlog aan Duitsland. Nederland wilde net als in de Eerste Wereldoorlog neutraal blijven, maar Duitsland viel Nederland in mei 1940 aan. De Nederlanders boden felle tegenstand en daarbij speelden Warmonders natuurlijk ook een rol. Zo zat de Warmondse vliegenier Herman Vallentgoed bij de Nederlandse luchtmacht. Bij de Duitse inval vertrokken Herman Vallentgoed en zijn bemanning vanaf Schiphol om strijd te leveren. Op meerdere plekken, zoals bij de Kaag, wisten ze Duitse toestellen uit te schakelen, maar na een paar uur werden zij zelf boven de Noordzee door een Duits jachtvliegtuig geraakt, waarna ze in zee stortten. Zoals bekend verloren de Nederlanders de strijd aan het begin van de oorlog en Nederland gaf zich na 5 dagen over.
In Warmond zelf was de Tweede Wereldoorlog natuurlijk een spannende tijd. Vanwege de Jodenvervolging waren in het dorp meerdere onderduikers aanwezig. Bijvoorbeeld op de Lommerlustlaan, waar een joodse vrouw vanaf 1942 in een klein huisje bij een echtpaar was ondergedoken. Of op de Warmundastraat, waar twee mannen uit Haarlemmermeer bij een echtpaar ondergedoken zaten. Op een dag ging een van deze onderduikers plotseling dood. Met gevaar voor eigen leven kwam een Warmondse boer het lijk ’s nachts ophalen om het op zijn erf te begraven. Gelukkig kwam hij geen Duitsers tegen. Toch zijn Warmondse helpers weleens verraden, met Duitse gevangenschap als gevolg.
Noodlanding van een Britse bommenwerper
Een spectaculaire gebeurtenis was de noodlanding van een Britse bommenwerper op korte afstand van het dorp. Deze bommenwerper, een viermotorige Lancaster van de Royal Air Force, had op de nacht van 27 op 28 mei 1943 deelgenomen aan bombardementen boven de Duitse stad Essen. Het Duitse afweergeschut wist echter drie van de vier motoren kapot te schieten. De Lancaster probeerde op één motor nog naar Engeland terug te vliegen, maar boven Amsterdam werd het vliegtuig weer door de Duitsers beschoten, waarop het uit koers raakte.
De piloot besloot om een noodlanding te maken. Hij wist dat ten zuiden van Amsterdam meren waren, waar hij dat kon proberen. Op weg naar Warmond wist de piloot de toren van de katholieke kerk van Sassenheim, die opeens uit het niets voor de landingslichten verscheen, nog maar net te ontwijken. Daarna liet de piloot het vliegtuig zakken. Hoewel hij in het water dacht te landen, kwam het vliegtuig in de Lakerpolder tot stilstand. Al gauw werden de bemanningsleden door de Duitsers gearresteerd en kwamen in krijgsgevangenkampen in Duitsland terecht. Gelukkig overleefden zij de oorlog allemaal.

In de oorlogsjaren was dhr. A.J.L. Ketelaar de burgemeester van Warmond. Begin september 1944 kreeg de burgemeester bezoek van Duitse militairen die onderdak eisten voor een paar dames. Later vroegen de Duitsers hem om paarden en wagens te leveren. In beide gevallen kon de burgemeester niet aan de Duitse eisen voldoen. Dat kon weleens voor moeilijkheden zorgen. Om de burgemeester te beschermen vertelde men voortaan dat hij op reis was.
Direct na dit voorval kwam Dolle Dinsdag (5 september 1944). Het gerucht ging dat de bevrijding nabij was. In het dorp heerste daarom een opgewonden stemming. Met de Duitsers, die in het Seminariegebouw gelegerd waren, werd afgesproken dat zij zich zonder tegenstand zouden overgeven. Maar dat was een val: met het bericht dat zij zich overgaven, hoopten de Duitsers dat Warmondse verzetsstrijders naar voren zouden treden, zodat die nu opgepakt konden worden. Daarnaast ontdekten de Duitsers dat de burgemeester niet op reis, maar gewoon in Warmond aanwezig was. Hij werd opgepakt en van illegale activiteiten beschuldigd. De volgende dag, 6 september, brachten de Duitsers de burgemeester naar het weiland achter de Oude Toren, waar zij hem met een nekschot vermoordden.

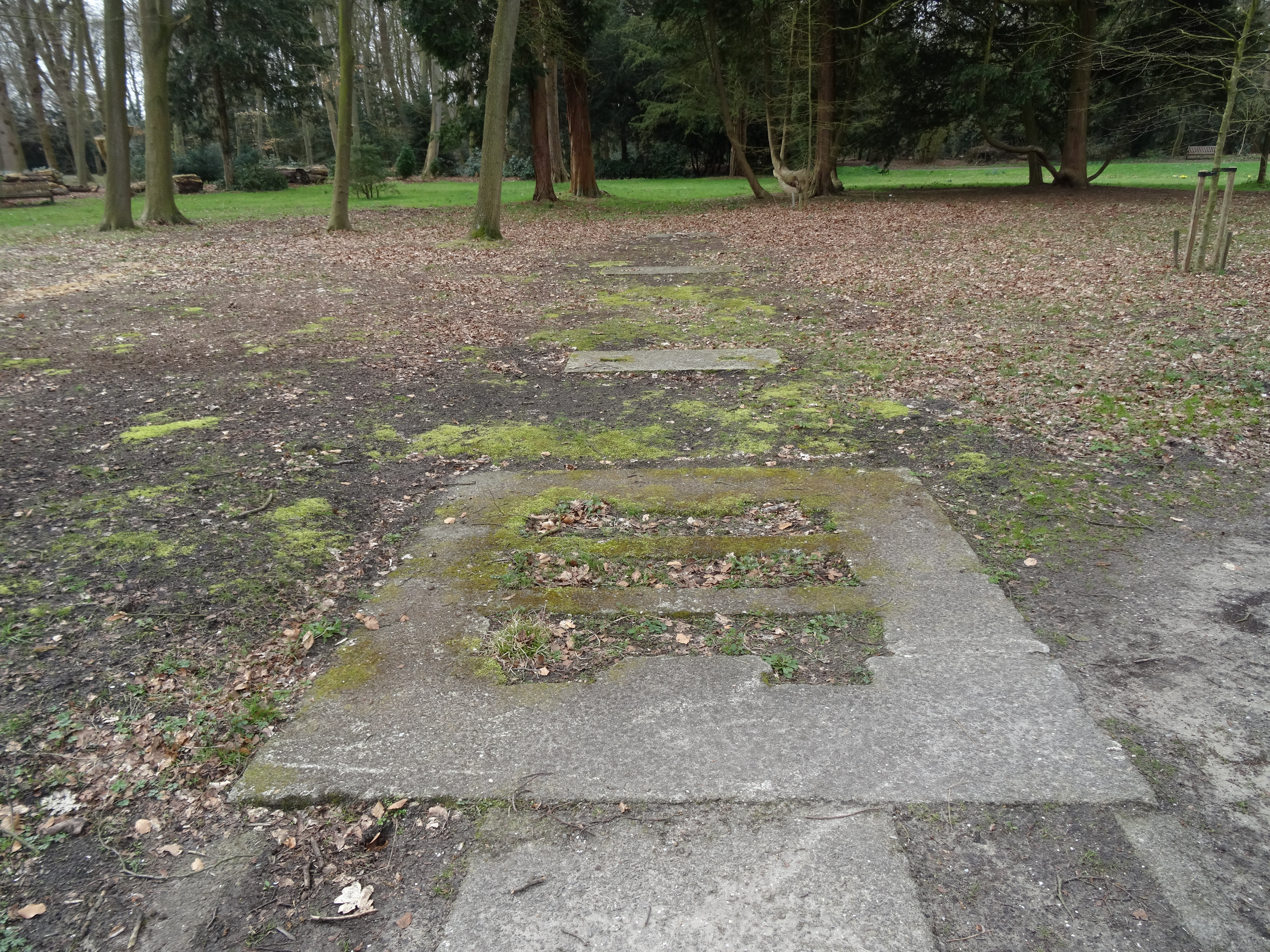
De fundamenten van de V1-baan in het bos van het Huys te Warmont

De volgende weken werd het steeds moeilijker in het land. Al het verkeer werd beschoten door geallieerde vliegtuigen. Ook de jachthavens in Warmond werden beschoten, gelukkig zonder dat er mensen gewond raakten. Op 26 november 1944 vond in het dorp een razzia plaats. In verschillende plaatsen waren de mannen van 17 tot 40 jaar al meegenomen, en nu kwam Warmond aan de beurt. Een groot aantal mannen uit Warmond, De Kaag en ook toevallige passanten werd in het Seminarie bijeengebracht. Stuk voor stuk kwamen zij voor een officier die de persoonsbewijzen controleerde. Het liep goed af, want na een paar uur mocht iedereen weer naar huis. Maar tijdens de huiszoekingen hadden de Duitsers veel gestolen: fietsen, eten, zeep, drank en zelfs steenkool werd meegenomen. Het is in die tijd dat mensen zelfs tulpenbollen gingen eten, want er was bijna geen eten meer te vinden. Alleen met ruilen konden mensen af en toen iets lekkers op tafel krijgen.
Ondertussen werden de Duitse steden door de geallieerde vliegtuigen zwaar gebombardeerd. Als reactie daarop zetten de Duitsers een nieuw wapen in: de Vergeltungswaffe. De eerste versie, de V1, was een soort onbemand raketvliegtuig dat met 850 kilo springstof aan boord steden op grote afstand kon raken. In het bos van het Huys te Warmond begonnen de Duitsers begin 1945 een lanceerbaan voor V1-raketten te bouwen. De helft van Warmond moest worden geëvacueerd, want niemand mocht daar in de buurt blijven wonen.
De Engelsen probeerden de bouw van de V1-baan te verhinderen door deze op 3 maart 1945 te bombarderen. Maar de Engelse bommen raakten de verkeerde doelen: de stal van boerderij De Burcht (Burgemeester Ketelaarstraat 25) en ook een nabij gelegen huis, waarbij drie gewonden vielen. Uiteindelijk maakten de Duitsers de lanceerbaan niet meer af. De oorlog was bijna voorbij en veel Duitse troepen kregen opdracht om naar Noord-Duitsland te vertrekken. In Warmond werden dus nooit V1’s gelanceerd. Toch hebben Warmonders een hoop V1’s gehoord en gezien, die dagelijks vanuit andere plaatsen geschoten waren. In het bos van het Huys te Warmont kun je de resten van de V1-baan nog steeds zien.

### Wederopbouw en moderne tijd
Na de Tweede Wereldoorlog kwam de wederopbouw. In Warmond werd veel gebouwd. Waar vroeger weilanden of bollenvelden lagen, kwamen nieuwe wijken, zoals aan de Norremeerstraat en Jan Steenlaan (1947), de Oranjewijk (1960), Endepoel (vanaf de jaren zestig), Lommerlust (1980), enz. In de Zwanburgerpolder, waar de Warmondse boeren eeuwen lang hun koeien lieten weiden, werd vanaf 1972 zand gewonnen. De weilanden maakten daar plaats voor een grote plas – ’t Joppe – en een recreatie-eiland: Koudenhoorn.

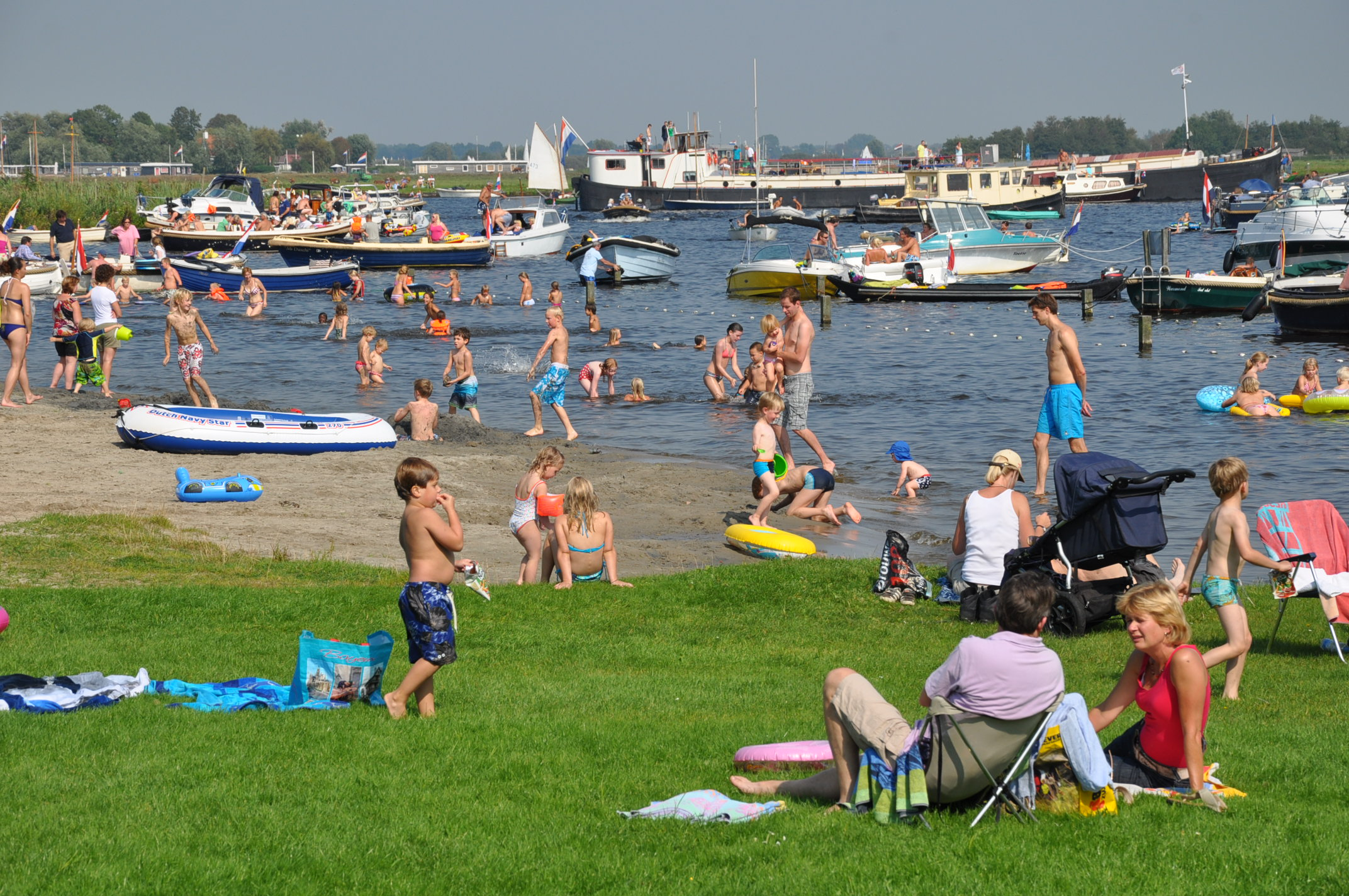
Recreatie-eiland Koudenhoorn

In deze tijd zijn allerlei typisch Warmondse dingen gesneuveld. Het kasteel van de heren van Warmond, dat altijd particulier bezit was geweest, werd in 1960 aan de gemeente verkocht. Ook de tol, die je sinds de middeleeuwen bij het Warmonderhek moest betalen om het dorp in te komen, verdween in 1954 definitief. Zelfs de ‘beurs van Warmond’, die in de 16de eeuw in het leven werd geroepen om studenten theologie aan de Leidse Universiteit te ondersteunen, is verdwenen. Het werd lange tijd uit Warmondse gelden betaald, maar het is onlangs uit de begroting van het Ministerie van Onderwijs verdwenen. Daarmee is de laatste erfenis van de heren van Warmond voor altijd verdwenen.
Het Seminarie heeft in 1967 zijn deuren gesloten, wat voor een hele industrie van kaarsenmakers, kleermakers, boekbinders of bidprentendrukkers de genadeklap was. Ook de oer-oude Warmondse scheepmakerijen zijn verdwenen: Schakenbos (op de Scheepmakersdam) sloot in 1969, en Scheepswerf De Leede (tegenover Groot-Leerust) ging in 1981 in vlammen op. Daarnaast heeft de opkomst van de supermarkten en grote winkelketens de kleine Warmondse winkels de das om gedaan. De ooit zo levendige Dorpsstraat heeft ze een voor een zien verdwijnen. Ten slotte heeft de moderne tijd ook het einde van de Warmondse zelfstandigheid betekend: in 2006 is Warmond samen met Voorhout en Sassenheim opgegaan in de gemeente Teylingen. Toch blijft Warmond een levendig dorp. Allerlei activiteiten worden gedragen door een waar leger lokale vrijwilligers, al dan niet georganiseerd in verenigingen. Scholen, sport, kunst en cultuur worden door hen gedragen. Het dorp onderscheidde zich begin 20ste eeuw al als watersportdorp, en een eeuw later is dit nog altijd wat het dorp zijn glans geeft. In februari 2018 werd het dorp verrast door heel nieuwe inbreng. Toen lanceerde de ESA een satelliet met een supermoderne camera aan boord, gebouwd door het Warmondse bedrijf Cosine. Daarmee schrijft Warmond nu ruimtevaartgeschiedenis.

## Bezienswaardigheden
Van oudsher was de opvallendste bezienswaardigheid in Warmond, de bomenrijkdom. Alle reisverslagen uit voorbije eeuwen (te beginnen vanaf 1649) spreken er lovend over.
Warmond heeft een beschermd dorpsgezicht.
Zie ook:
- Lijst van rijksmonumenten in Warmond
- Lijst van gemeentelijke monumenten in Warmond

### De dorpskern en zijn dammetjes

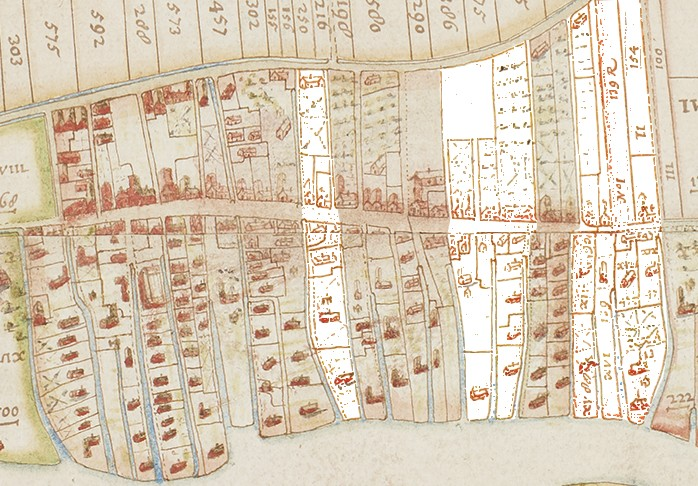
Licht gearceerd: hofsteden in de dorpskern van Warmond die reeds in 1359 genoemd worden, getekend op de 17e-eeuwse kaart door J. Dou

De huidige dorpskern van Warmond wordt gekenmerkt door zijn dammetjes: parallelle straatjes die haaks op het water liggen, en van de Herenweg tot de Leede lopen. Dit is een directe afspiegeling van de laatmiddeleeuwse dorpskern. Deze bestond in de 14de en 15de eeuw uit een lint boerderijen langs de Leede. Elk boerenerf had de vorm van een langwerpige strook grond met akkerland aan de Herenweg en broekland aan de Leede, terwijl de boerderij (met hooiberg en schuren) in het midden lag. De boerenerven waren van elkaar gescheiden door sloten, die in de geschreven bronnen 'heiningsloten' worden genoemd.
Vanaf de 16de eeuw begonnen de boerderijcomplexen in de dorpskern plaats te maken voor een conglomeraat van huisjes bewoond door kleine ambachtslieden. De oorspronkelijk ruime boerenerven werden daarbij opgesplitst in talloze kleine erfjes. Om vanuit de weg de achterliggende erven te kunnen bereiken, werd het nodig om toegangspaden aan te leggen. Deze werden uiteraard niet dwars door andermans erven aangelegd, maar langs de slootkanten (zoals te zien op de 17de-eeuwse kaart van J. Dou). Paden langs het water werden 'dammen' genoemd. In latere tijd werden heel wat sloten gedempt en werden de (langs de sloten lopende) dammen verbreed tot (vrij smalle) straten, een proces dat tot in de 20ste eeuw doorging, waarbij de benaming 'dam' bleef gehandhaafd. De aldus ontstane straten heten in Warmond nog altijd 'dammetjes'.
Hierdoor is in de Warmondse dorpskern nog altijd de laatmiddeleeuwse structuur te herkennen, in zoverre dat de oude boerderijen zijn verdwenen en de ruimte tussen de dammetjes is volgebouwd. Aan de Jan Steenlaan, gelegen in het verlengde van de Dorpsstraat, zijn echter nog wel enkele historische boerderijen te zien, die een indruk geven van hoe de oorspronkelijke dorpskern er kan hebben uitgezien.

### Ruïne
- De Oude Toren en de bijbehorende ruïne, die thans als kerkhof wordt gebruikt. Het kerkhof buiten de ruïne is zeer oud en bestond al in de 14de eeuw.[49]

### Kasteel en kasteelterreinen

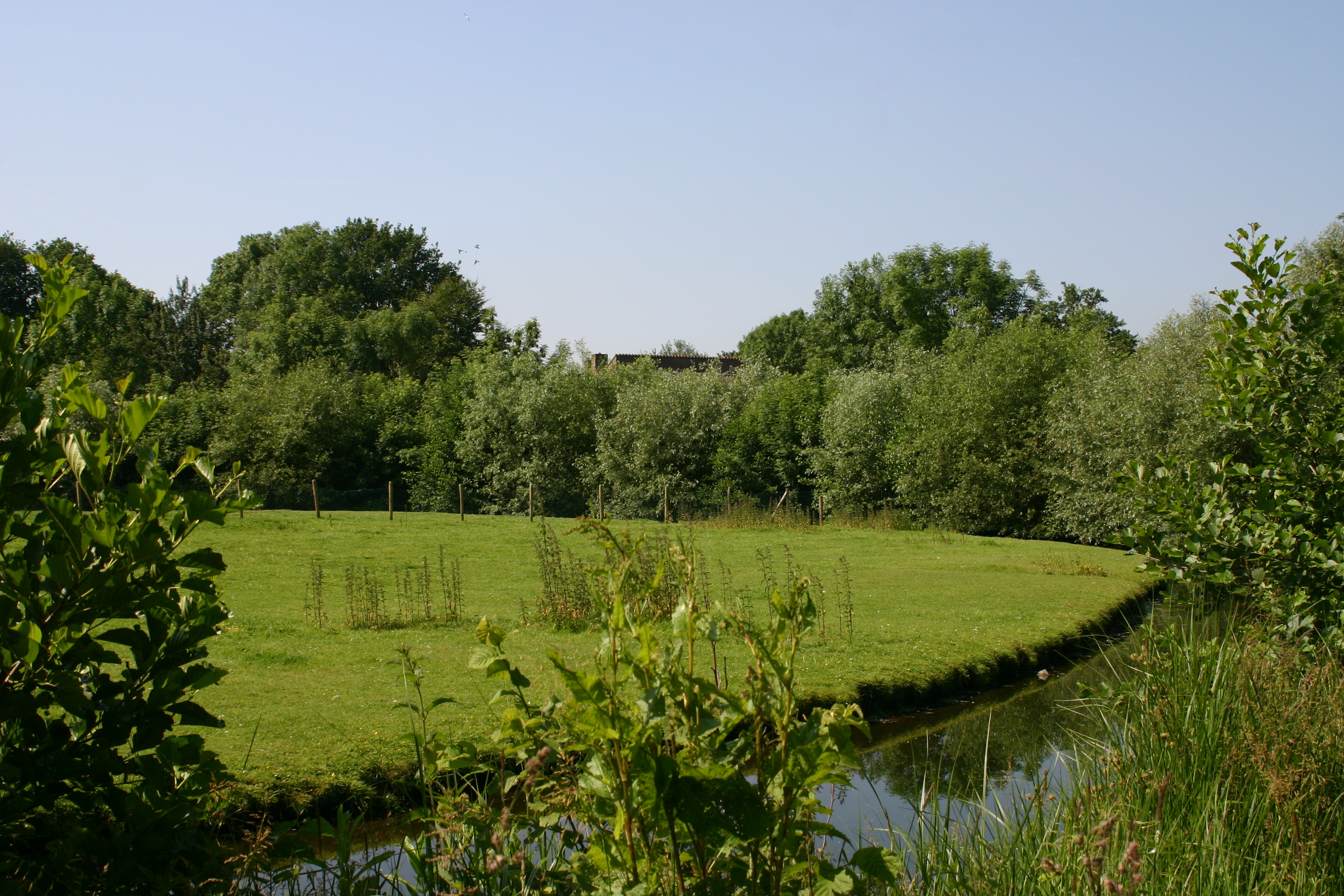
Het kasteelterrein van Dirks Steenhuis

Hoewel Warmond in de middeleeuwen niet minder dan zes kastelen telde, kent het dorp er heden nog maar een: het Huys te Warmont, Daarnaast is één kasteelterrein nog herkenbaar aan het middeleeuwse grachtenstelsel, namelijk Dirks Steenhuis.

### Tweede Wereldoorlog
- Even ten westen van het Huys te Warmont liggen in het landgoedbos de (zichtbare) fundamenten van een V1-stelling uit de Tweede Wereldoorlog.[51]
- Op verschillende plekken in het dorp zijn bunkers te zien, voornamelijk rondom het voormalige seminarie aan de westzijde van het dorp.
- Monument voor de gevallenen uit de oorlog 1940-1945, een gedenknaald op de hoek van de Herenweg en de Laan van Oostergeest.

### Boerderijen

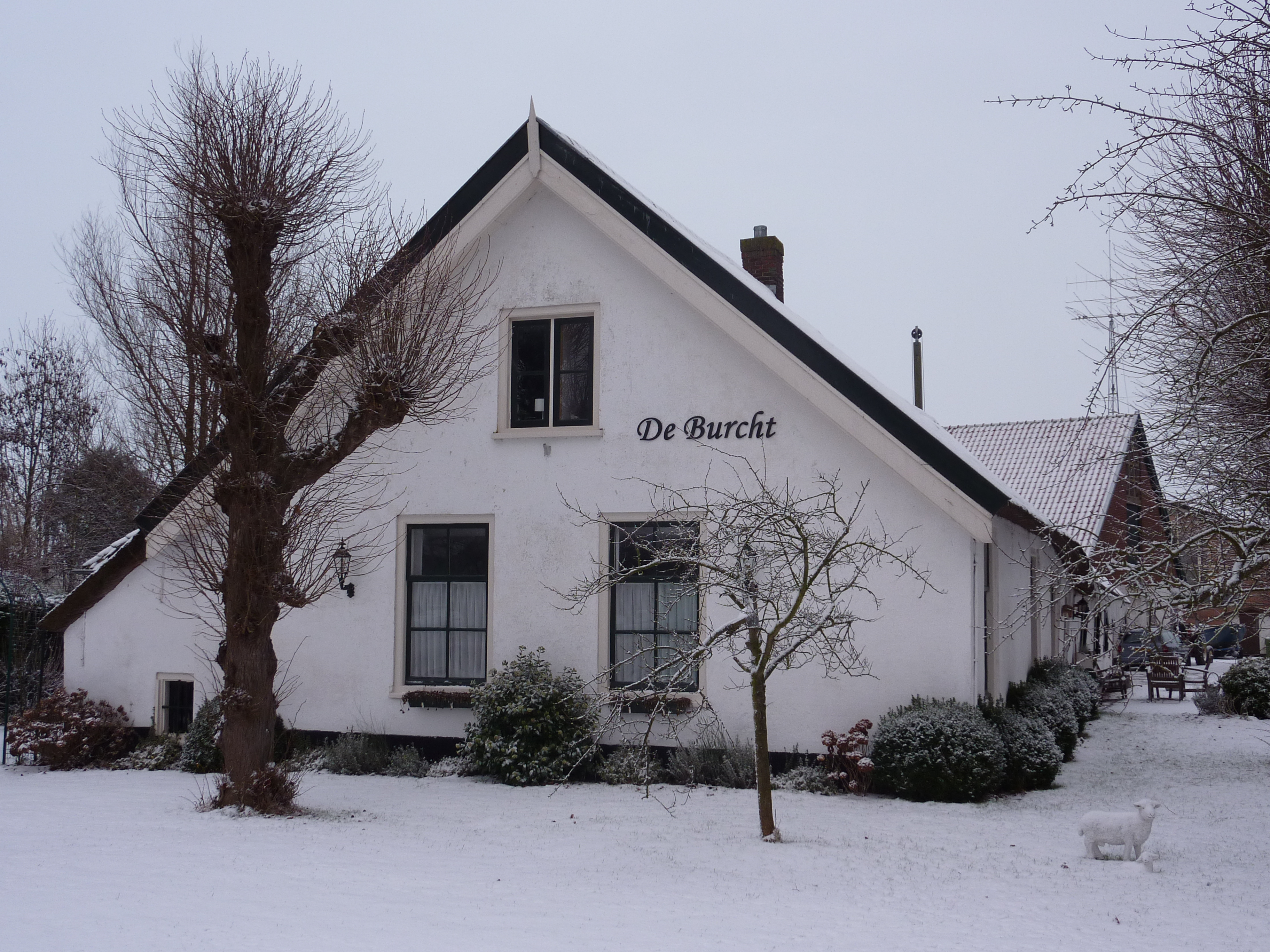
Boerderij De Burcht, Burgemeester Ketelaarstraat 25

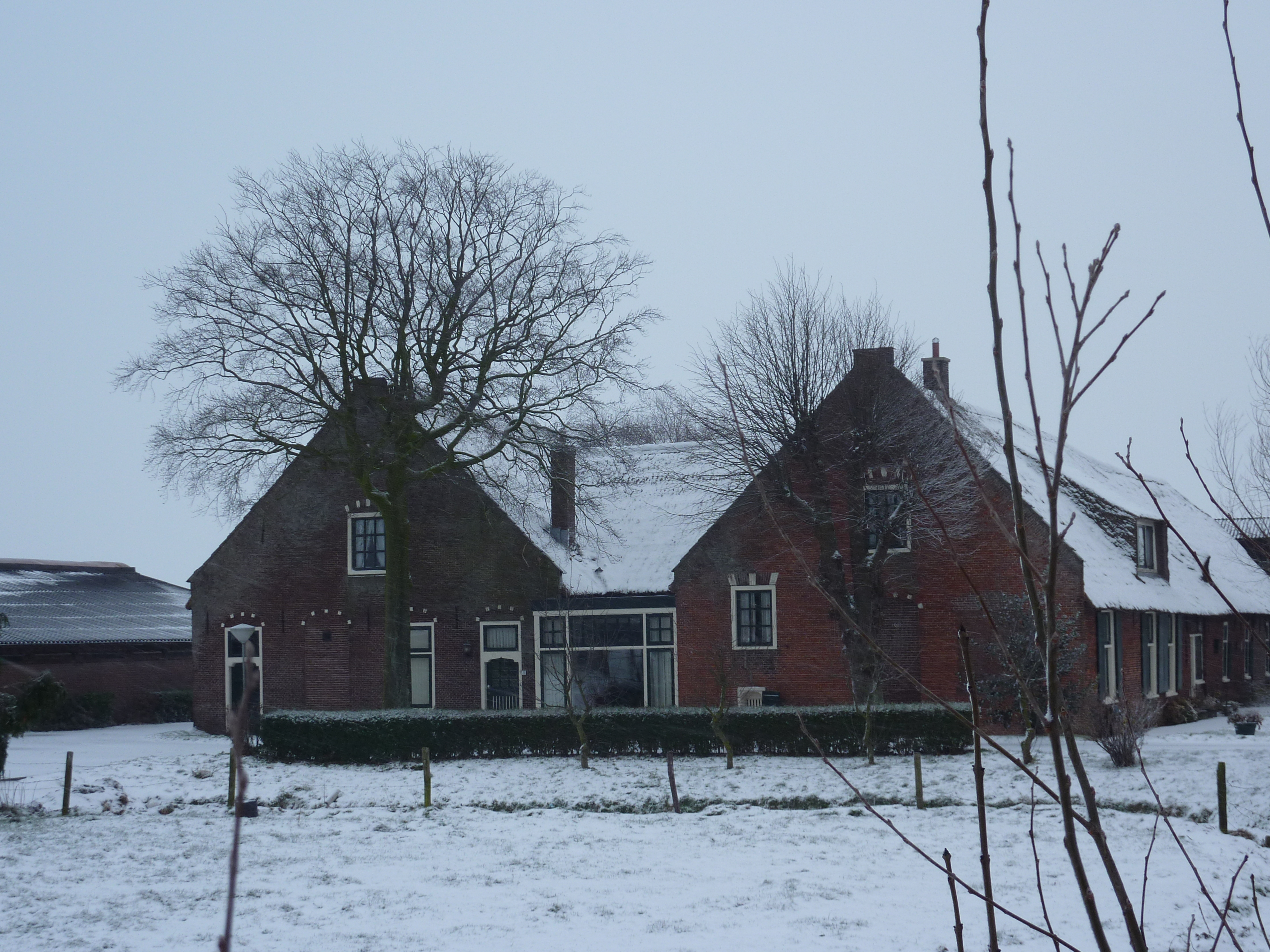
Boerderij Nieuw Alkemade, Wasbeeklaan 21

Als (voormalig) boerendorp telt Warmond nog een groot aantal boerderijen, waaronder:
- Boerderij Oud-Teylingen (Sweilandstraat 7a). Deze boerderij, die haar huidige vorm kreeg bij een verbouwing in 1882, hoorde oorspronkelijk bij kasteel Oud Teylingen/Lockhorst aan de Leede (het kasteel werd in 1814[52] afgebroken). Een voorganger van de boerderij is al te zien op een kaart uit 1595.[53]
- Boerderij Van Rijn (Kerpsdam 2-4)
- Boerderij Van Rijn (Oranje Nassaulaan 3). Al in 1553 stond hier een boerderij.[54]
- Boerderij Van Rijn - Oosterwoud (Oosteinde 13). Al in 1386 stond hier een boerderij.[55]
- Boerderij Het Zwanenburg (Jan Steenlaan 5-7). Op deze plek stond in 1695 reeds een boerderij. In 1868 werd de boerderij geheel herbouwd.[56]
- Boerderij Nieuw Endepoel (Jan Steenlaan 9-11). Deze boerderij werd gebouwd vóór 1691.[57]
- Boerderij Meerrust (Dorpsstraat 5). In 1664 is al sprake van een boerderij op deze plaats. In 1923 werd Meerrust een restaurant, dat zeer populair was bij zeilers. Ook werd Meerrust bekend om haar dansavonden met bekende artiesten. Tegenwoordig is daar sterrenrestaurant De Moerbei gevestigd.[58]
- Boerderij Verdegaal (Dorpsstraat 43). Oorspronkelijk was dit huis een buitenplaats. Tussen 1765 en 1771 woonde hier de Leidse dichter en lector Johannes Le Francq van Berkhey.[59]
- Boerderij Van Egmond, ook bekend als 'Nieuw Alkemade' (Wasbeeklaan 21), gebouwd in 1617.
- Boerderij Heemskerk (Beatrixlaan 14). Al in 1660 stond hier een boerderij; deze werd in 1859 herbouwd.[60]
- Boerderij Kees Heemskerk (Dorpsstraat 101), naast park Groot Leerust. Deze boerderij werd gebouwd kort voor 1777. Na 1988 werd dit een woonhuis.
- Boerderij van Warmerdam (Wasbeeklaan 7). Deze boerderij was oorspronkelijk een schuur, die in 1925 tot woning werd verbouwd.
- Boerderij Van Schie, ook bekend als 'Sweylanthoeve' (Sweilandpolder 9, naast de Kaagsociëteit). Deze boerderij is al te zien op een kaart uit 1648.
- Boerderij Vergeer (Oosteinde 11). Al in 1543 stond hier een boerderij.
- Hofboerderij De Burcht (Burgemeester Ketelaarstraat 25). Deze boerderij werd gebouwd rond 1650.[61]
- Boerderij De Eenzaamheid (Zwanburgerpolder 6, in de Zwanburgerpolder aan de Zijl tegenover de Kaagsociëteit). Deze boerderij bestond waarschijnlijk al in 1610.[62]
- Boerderij De Oudershoeve (Dorpsstraat 89), gebouwd in 1885. Al in 1649 stond hier een boerderij.[63]
- Boerderij Het Boterhuis (Zijldijk 7).
- Boerderij Mijn Ouders Wens (Dorpsstraat 87). Deze boerderij dateert uit 1937.[64]
- Boerderij 't Fort (Burgemeester Ketelaarstraat 17). Al in 1665 stond hier een boerderij, maar in zijn huidige vorm dateert het huis uit 1905-1910.[65]

### Bijzondere huizen

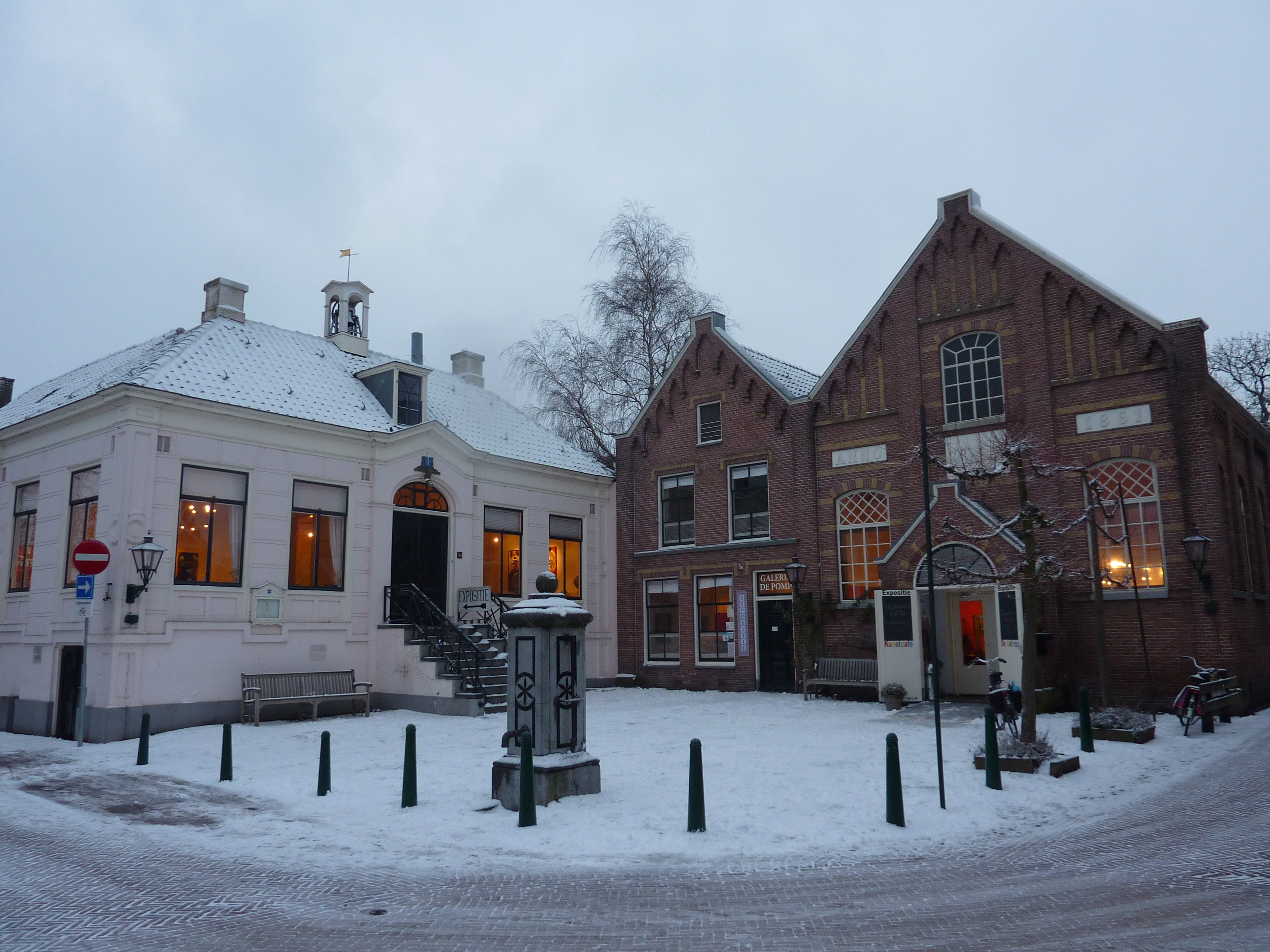
Het pleintje bij de pomp in de Dorpsstraat. Links het oude raadhuis, rechts de voormalige gemeenteschool

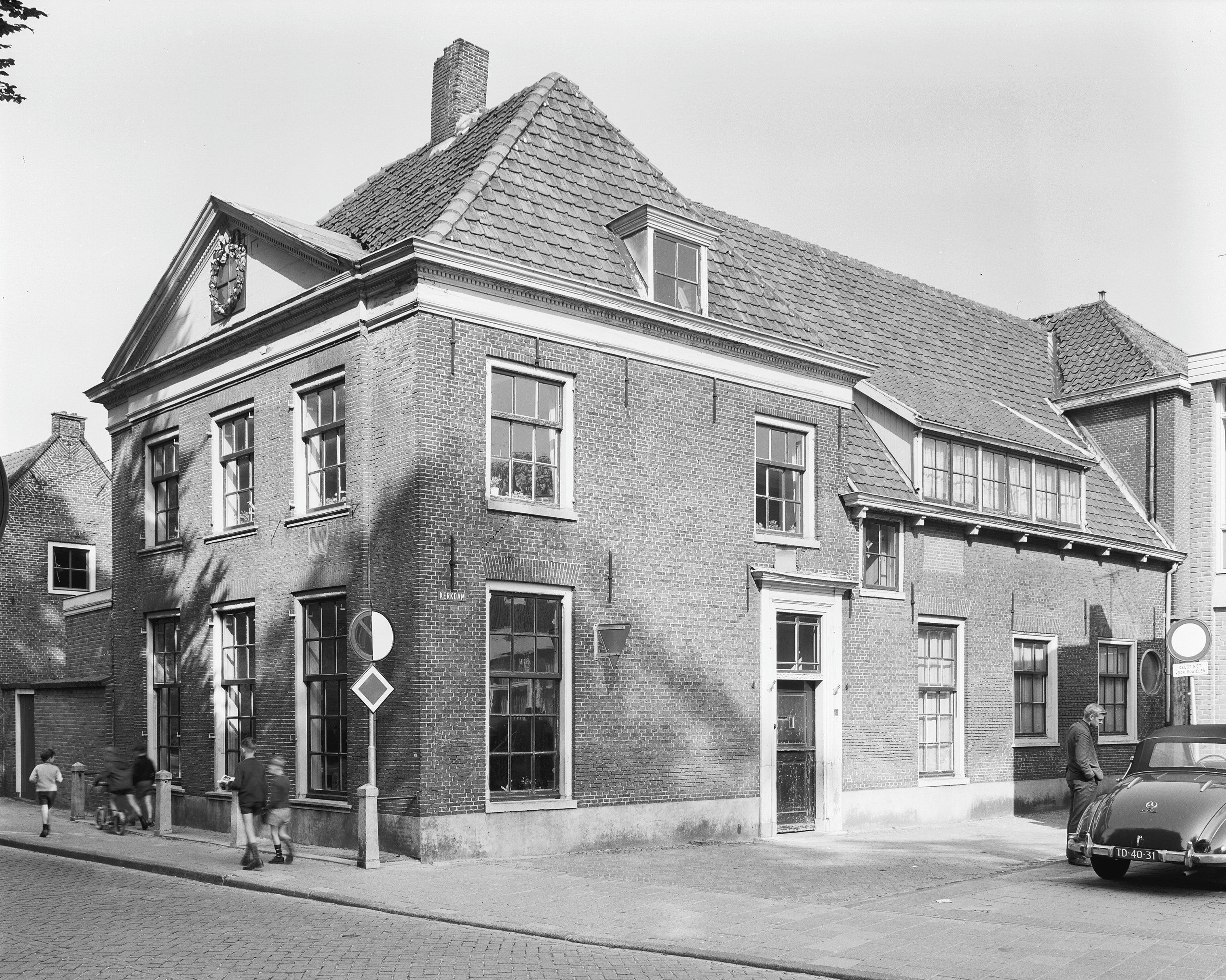
Voormalig r.k. pastorie uit de 17de en 18de eeuw, Kerkdam 2-24

- Het Oude Raadhuis (Pleintje bij de pomp). Het Oude Raadhuis werd gebouwd in 1867 en was tot 1930 in gebruik als gemeentehuis.[66]
- Het Boswachtershuisje (Herenweg 139). Dit huis dateert uit circa 1780.
- Het zogenaamde Jan Steenhuis (Jan Steenlaan 36). Van dit huis wordt gezegd dat de schilder Jan Steen daar enige jaren woonde. Daarom werd er in 1926 een gedenkplaat aangebracht. Hoewel dit 17de-eeuwse huis zéér de moeite waard is, heeft de Warmondse historicus André van Noort er wel op gewezen dat Jan Steen mogelijk elders woonde, namelijk in een thans verdwenen huis schuin tegenover Jan Steenlaan 36.[67] Tegenover het Jan Steenhuis werd op 1 november 2008 een door de Leidse beeldhouwer Jeroen Spijker vervaardigd borstbeeld onthuld. Dit beeld is in 2014 verplaatst en neergezet naast het huis Dorpsstraat 1.
- Het Oude Doktershuis (Dorpsstraat 45). Dit huis ontstond rond 1860 door samenvoeging van twee kleinere huizen.
- Huize Liduina (Herenweg 50). Dit oorspronkelijk katholieke bejaardenhuis werd opgetrokken in 1929-1930. Het huis is vernoemd naar de heilige Liduina, geboren in Schiedam op Palmzondag in 1380.
- Huize Bloemlust (Dorpsstraat 68-70). Dit huis is waarschijnlijk heel oud. Het is in ieder geval al te zien op een prent van Warmond uit 1756.[68] Van 1860 tot 1901 woonde daar de bekende Warmondse arts C.H.C. Machen.
- Aan de Herenweg 47 t/m 63 staan een aantal zeer bijzondere woonhuizen. Deze werden rond 1905-1910 gebouwd door de Warmondse aannemer F.C.A.N. Machen. Bij de bouw gebruikte hij onderdelen van afgebroken herenhuizen uit Den Haag.
- Villa Meba, tegenwoordig 'Malgré tout' (Oranje Nassaulaan 16). Dit huis werd opgetrokken in 1912-1913 door dhr. J.G.B.F. Meddens. Deze was eigenaar en directeur van een aantal grote, dure modezaken in Den Haag, Amsterdam, Rotterdam, Hilversum en Haarlem.
- Villa Gerto (Oranje Nassaulaan 22). Deze villa werd in 1920 gebouwd door dhr. Abraham Tegelaar. Deze was toen eigenaar van de kalkovens die in Warmond nog tot ca. 1935 aan de Leede stonden.
- Villa De Driehoek (Oranje Nassaulaan 31). Dit huis werd gebouwd in 1920.
- Villa Vredenhoef (Oranje Nassaulaan 11, alleen te zien vanaf de Leede). Dit huis uit 1911 werd rond 1950 een restaurant, 'Five Flies'. Tegenwoordig is dit een woonhuis.
- De Stad Rome (Baan 4). Dit was oorspronkelijk een herberg, die hier al in 1632 wordt vermeld.
- Op Herenweg 79 staat een mooi woonhuis. In dit huis was tussen 1790 en 1898 een café gevestigd.
- De Burcht (Kerkdam 2-24). Deze voormalig r.k. pastorie dateert uit 1796 (maar het achterste deel dateert uit ca. 1670).
- Voormalige bakkerij Oudshoorn (Dorpsstraat 69). De bakkerij bestond al in de 17de eeuw.
- Voormalige postkantoor (Dorpsstraat 71). Dit huis was oorspronkelijk de woning van de schout/baljuw en later burgemeester van Warmond.
- Aan de Bijleveldlaan staan een aantal zeer fraaie arbeiderswoningen uit 1922.
- Paviljoen De Leede (Dorpsstraat 91, alleen te zien vanaf de Leede). Dit huis werd gebouwd in 1918. In 1921 was het een hotel-restaurant.
- Het Stationskoffiehuis (Herenweg 1). Dit huis uit 1885 behoorde oorspronkelijk bij station Warmond. Het station bestond van 1842 tot 1946. Het station is afgebroken.

### Buitenplaatsen

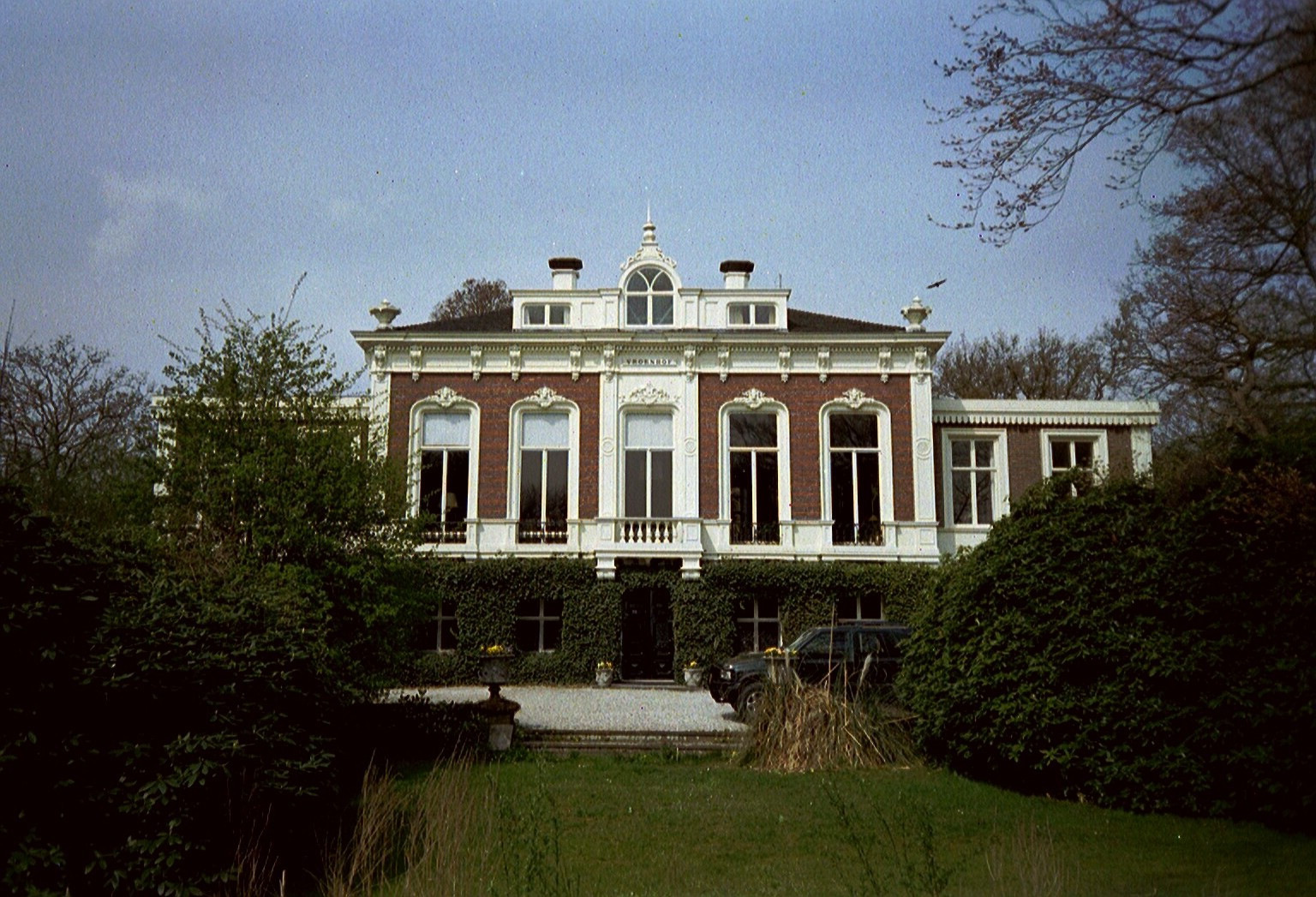
De Vroenhof

- De buitenplaats Vroenhof aan de Herenweg 52 werd in 1865 in opdracht van de Warmondse notaris Johan de Crane gebouwd ter vervanging van een ouder huis.
- Buitenplaats Groot Leerust, aan de Burgemeester Ketelaarstraat 1, waarvan de bouw in 1717 begon. Op deze plek woonden meerdere burgemeesters van Warmond.
- Buitenplaats Huis Oostergeest (Oostergeestlaan 1 en 3). Dit huis werd gebouwd door de Warmondse schout en baljuw Cornelis van Roosenburgh even na 1651.[69]
- Buitenplaats Middendorp (Middendorplaan 10-12, alleen te zien vanaf de Leede). Dit 18de-eeuwse huis was halverwege de 20ste eeuw een vermaard Indisch restaurant.

### Diversen
- Ten zuiden van het dorp staat het "Warmonderhek" aan de weg van Warmond naar Oegstgeest. Van 1639 tot 1954 werd daar nog tol geheven.[70]
- Aan de Herenweg staat (tegenover Huis Oostergeest) het Ooievaarsnest. Dit dateert misschien uit 1850.

## Kastelen in heden en verleden

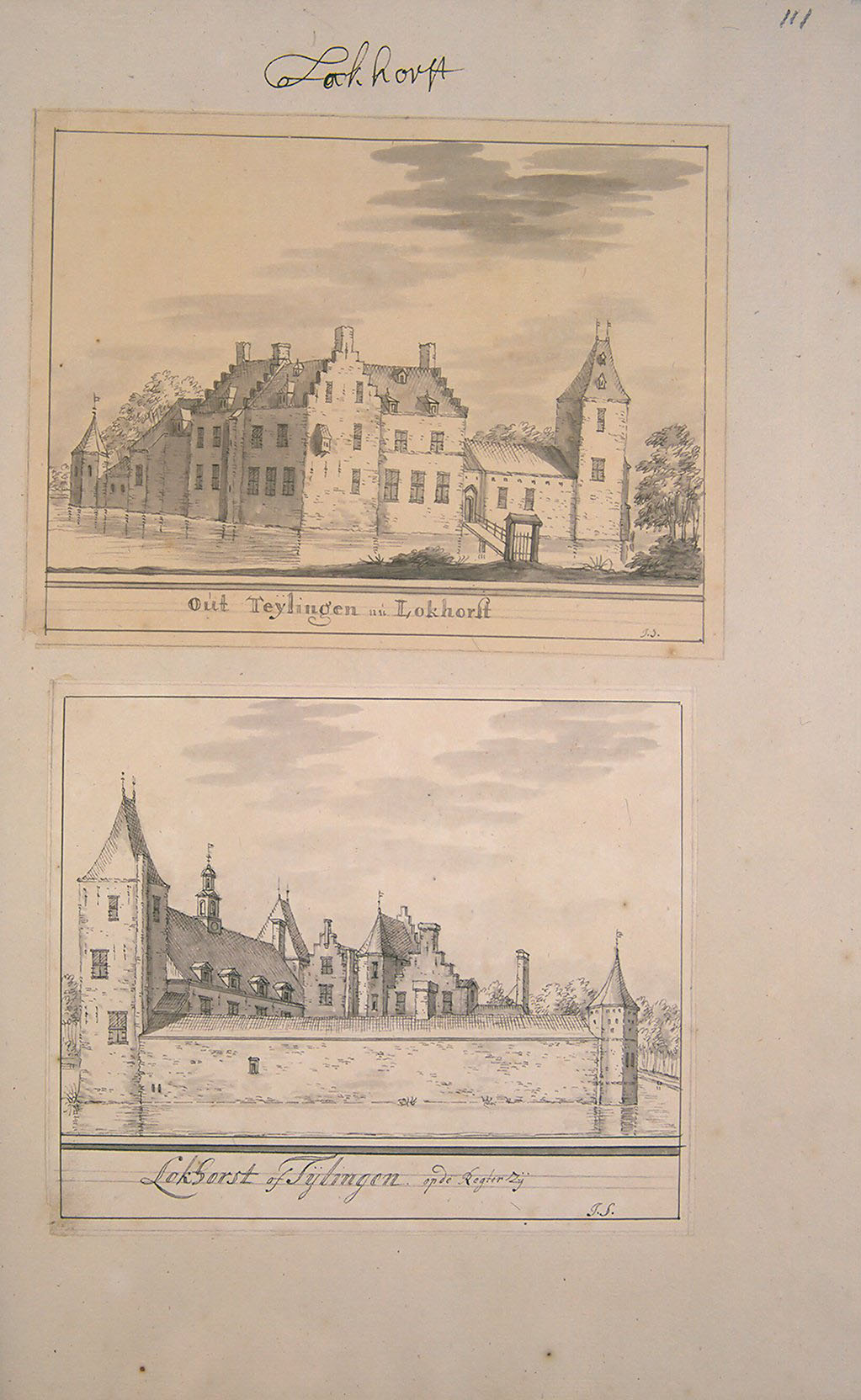
Kasteel Oud-Teylingen/Lockhorst

Door de aanwezigheid van aanzienlijke adellijke families (Van Teylingen, Van Alkemade, Van den Woude) telde Warmond in de middeleeuwen zeker zes kastelen en ook enkele adellijke woningen:

### Oud Teylingen/Lockhorst
Dit kasteel stond aan de Leede, bij de huidige Norremeerstraat. Het werd waarschijnlijk halverwege de 13de eeuw opgetrokken door Simon van Teylingen. Het slot werd gesloopt in 1814.

### Kasteel Endepoel
Kasteel Endepoel stond aan het einde van de huidige Endepoellaan. Het werd voor het eerst vermeld rond 1300. Het kasteel werd bewoond door een lage edelman, Nicolaas Magnus. Het kasteel is niet lang een adellijk huis gebleven, in de 15de eeuw was het al vervallen tot de boerenstand. Wel bleven de oorspronkelijke adellijke rechten behorend bij het kasteel (visrecht en zwanendrift) nog lange tijd aan de boerderij verbonden.

### Dirks Steenhuis
Dirks Steenhuis, dat lag bij de Warmondse Oude Dam, werd zo genoemd omdat heer Dirk van Teylingen (†1282) het kasteel 'onse steenhues' noemde. Waarschijnlijk werd het gebouwd door diens vader heer Willem van Teylingen, in de eerste helft van de 13de eeuw. De laatste Van Teylingen die op het kasteel woonde was Jan van Teylingen (†ca. 1304). In de tweede helft van de 14de eeuw is Dirks Steenhuis gesloopt.

### De woning van Jacob XII van den Woude, bij de kerk
Van dit kasteel is weinig bekend. Er is een vermelding van rond 1285 en daarbij wordt uitdrukkelijk vermeld dat het bij de kerk stond (dus bij de huidige Oude Toren). In 1410 schonk de heer van Warmond het kasteel aan tertiarissenzusters, ten behoeve van het stichten van een vrouwenklooster op het kasteelterrein. In de kloosterrekeningen komt men het vroegere kasteel nog tegen als het 'Hoge huis'. Toen het klooster in 1573 verwoest werd, verdwenen ook de laatste resten van het kasteel.

### Huys te Warmont

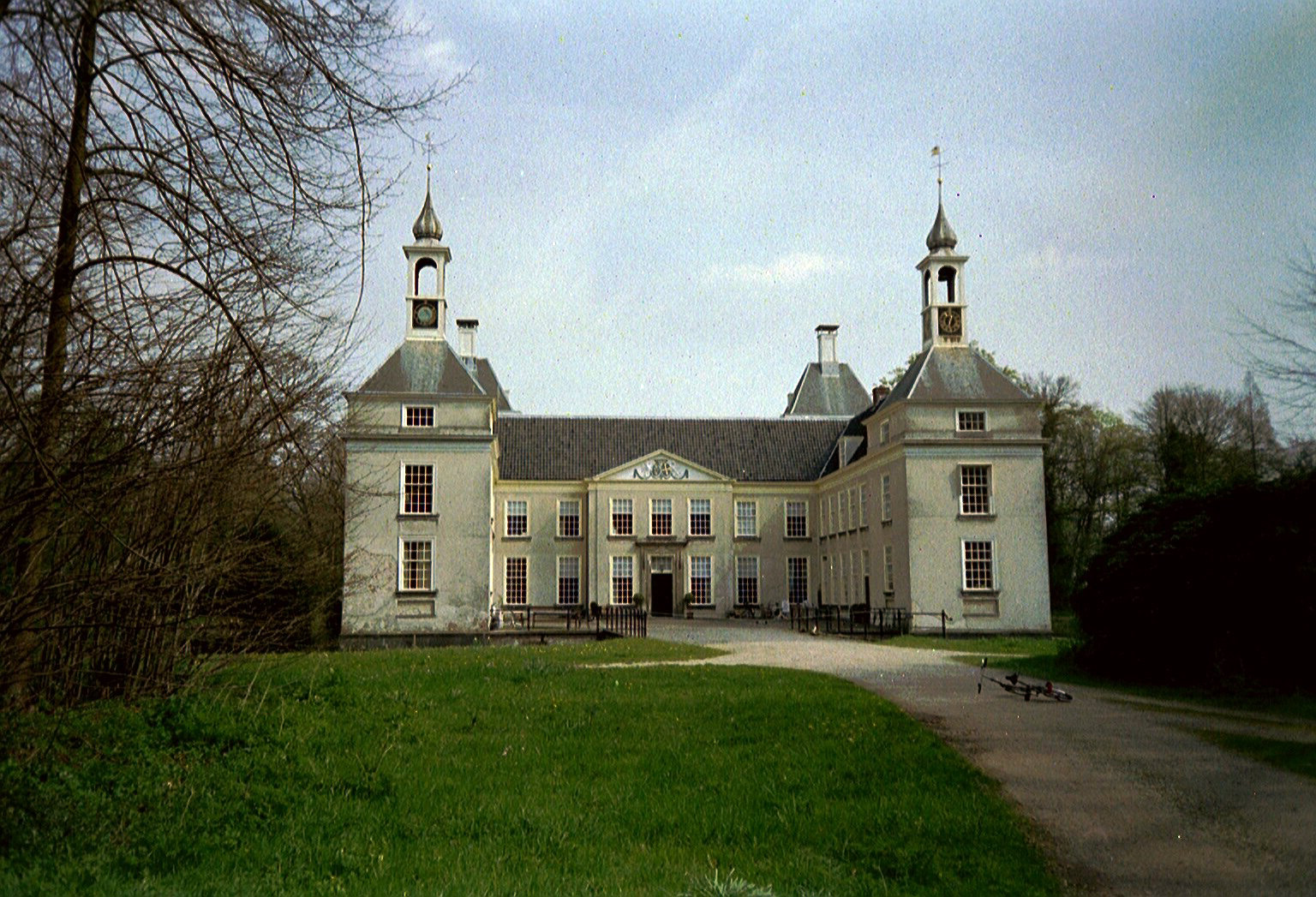
Het Huys te Warmont

Het Huys te Warmont, het kasteel van de ambachtsheren (later hoge heren) van Warmond, is op te vatten als de opvolger van de woning van Jacob XII van den Woude bij de kerk. Het werd gebouwd rond 1300. In de 14de eeuw bestond het slechts uit een vierkante woontoren. Deze toren bestaat nog voor een deel (zij het afgetopt): dat is de westelijke toren van het huidige kasteel. Vanaf de 15de eeuw werd het kasteel geleidelijk uitgebouwd tot een vierkant slot. Lange tijd zag het kasteel eruit als een middeleeuwse versterking, maar in de 18de eeuw werd het verbouwd tot een buitenplaats. Het kasteel dankt zijn huidige gedaante aan genoemde verbouwing.

### Kasteel Alkemade
Kasteel Alkemade werd gebouwd halverwege de 13de eeuw, vermoedelijk door een van de vroege heren van Alkemade. Door verwaarlozing en overstromingen is het kasteel in de tweede helft van de 14de eeuw uiteindelijk vervallen. Op korte afstand verrees in de 17de eeuw buitenplaats Oud-Alkemade. Deze werd in 1824 alweer afgebroken.
In 2012 is de juiste locatie van het middeleeuwse kasteelterrein teruggevonden door leden van het Historisch Genootschap Warmelda. In hetzelfde jaar werd het terrein, waar een jachthaven werd aangelegd, door archeologen van de Rijksdienst voor het Cultureel Erfgoed deels onderzocht, waarbij inderdaad meervoudige slotgrachten en veel middeleeuwse scherven en baksteenresten werden teruggevonden.

### Een onbekend kasteel?
Daarnaast wordt een sterkte vermoed in de Hofpolder, maar deze is niet archeologisch aangetoond. Het zou volgens Fockema Andreae mogelijk een voorganger van het Huys te Warmont kunnen zijn. Archeologen van de Rijksdienst voor het Cultureel Erfgoed menen dat bedoelde locatie een verdwenen versterking kan zijn.

### Overige adellijke bewoning
Naast bovengenoemde kastelen kende Warmond in de middeleeuwen ook enkele adellijke woningen, die echter vermoedelijk niet of beperkt verdedigbaar waren. Onder meer:
- het huis van Willem Smeder (zoon van de grafelijke topambtenaar Jan Smeder), die vanaf 1359 als een omgracht huis in het Oosteinde (bij het huidige Oosteinde 1-3) wordt vermeld. Vanaf de 15de eeuw stond dit huis bekend als Huis te Waert. Het middeleeuwse huis is afgebrand aan het begin van de Tachtigjarige Oorlog.[79]
- het huis van het geslacht Gagelberch, verwant aan de heren van Warmond, al in de 14de eeuw en later in het Oosteinde genoemd (het stond aan de westzijde van het Oosteinde, op korte afstand van de huidige Korenmolenbrug).[80] Dit huis is vermoedelijk rond de 15de eeuw verdwenen.
- het huis van Foyken Willemsz., die eind 14de eeuw baljuw van Den Haag was, gelegen direct ten noorden van kasteel Oud Teylingen/Lockhorst. Het huis was eind 14de eeuw in handen van diens zoon Foyken Foykensz., een vertrouweling van graaf Willem VI van Holland. Nadat Foyken Foykensz. in 1392 in ongenade was gevallen, werd zijn Warmondse woning op gezag van de graaf afgebroken.[81]

## Kerkelijke gebouwen
In de middeleeuwen bezat Warmond een kerk en twee kloosters: Mariënhaven en St. Ursula.

### Een kapel uit het jaar 1000
Oorspronkelijk bezat Warmond alleen een kapel, die volgens een handschrift uit circa 1040 (Het Echternachse Sacrementarium) een dochterkerk was van het Groene Kerkje in Oegstgeest. Mogelijk is deze kapel in het tweede kwart van de 12de eeuw vervangen door een tufstenen kerk. Deze kerk is later vervangen door een grotere bakstenen kerk met een toren. In 1525-1527 vond de laatste verbouwing plaats, waarbij vooral het koor werd uitgebreid. Zowel kapel als kerk waren gewijd aan St Matthias.
In 1573 is de kerk door Leidenaren verwoest, om te voorkomen dat de oprukkende Spaanse troepen hierin een veilig heenkomen konden vinden. Het koor van de kerk is in 1579 door de heer van Warmond herbouwd en ter beschikking gesteld aan de hervormden. In 1874 werd het koor afgebroken toen de hervormden naar een nieuw kerkgebouw aan de Herenweg gingen. Alleen de Oude Toren en de bijbehorende ruïne zijn de resten van deze kerk.

### Kloosters
De twee Warmondse kloosters werden opgetrokken nabij voormalige kasteelcomplexen. Klooster Mariënhaven, een cisterciënzer mannenklooster, werd in 1412 gesticht door de heer van Warmond Jan van den Woude, op de landerijen van het kort vóór 1386 afgebroken kasteel 'Dirks Steenhuis'. Op bedoelde locatie ligt tegenwoordig een nieuwbouwwijk, die toepasselijk "Kloosterwei" heet. Vrouwenklooster St. Ursula of Elfduizend Maagden stond ook op voormalige kasteelgoederen. Dit klooster werd in 1410 namelijk gesticht door dezelfde Jan van den Woude, op de plek waar eind 13de eeuw nog de "woning" van ridder Jacob van den Woude wordt vermeld. Deze woning, die toen nog ommuurd was, stond even ten noorden van de huidige Warmondse kerkruïne.
De kloosters bleven amper twee eeuwen staan. In 1545 werd het mannenklooster al gedeeltelijk door brand aangetast. Voorafgaand aan het Beleg van Leiden (1573-1574) werden beide kloosters uiteindelijk definitief verwoest, door de Leidenaren in brand gestoken om te voorkomen dat de Spanjaarden zich erin konden verschansen.
Na het Leids ontzet werden de kloostergoederen door de heer van Warmond geclaimd op grond ervan dat diezelfde goederen door zijn voorvaderen aan de kloosters geschonken waren, en omdat de heer van Warmond genoegdoening wenste na de verwoestingen van het beleg van Leiden, waarbij zijn kasteel ook in brand werd gestoken. Dit werd hem gegund en vanaf 1579 werd het kasteel van de heren van Warmond (onder meer) met de bakstenen van de kloosters hersteld.

### Latere kerken en seminarie

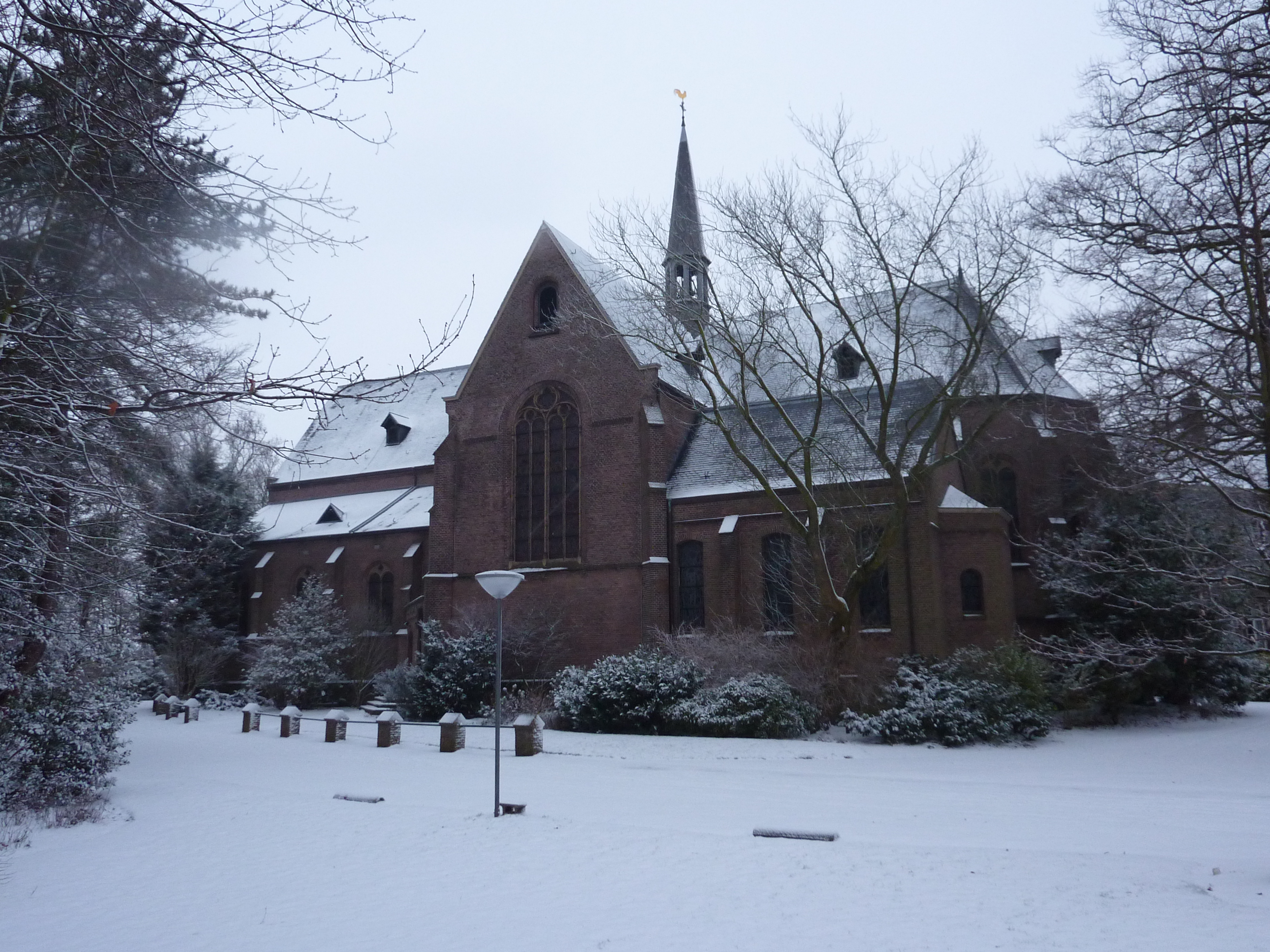
De St. Matthiaskerk

De katholieke Sint-Matthiaskerk is een neogotische kruiskerk uit 1859 en werd ontworpen door Theo Molkenboer.
In Warmond was tot 1967 het grootseminarie van het bisdom Haarlem gevestigd, waar onder andere Martinus Jansen, W.F.N. van Rootselaar en Adrianus Simonis studeerden. Johannes Willebrands was er docent filosofie en later directeur. Dit in 1799 gestichte seminarie was het eerste rooms-katholieke seminarie in de noordelijke Nederlanden. Het seminariegebouw doet tegenwoordig dienst als verzorgingstehuis. De bijbehorende kapel uit 1843 werd ontworpen door Theo Molkenboer. Omstreeks 1930 werd het seminarie uitgebreid met het zogenaamde Philosophicum, bestaande uit een nieuwe vleugel en een tweede kapel, beide naar ontwerp van Jan Stuyt. Na sluiting van het seminarie ging Warmond over van het bisdom Haarlem naar het bisdom Rotterdam.

## Economie
De agrarische sector was in Warmond de belangrijkste bron van inkomsten. In de late middeleeuwen waren de Warmondse boerderijen gemengde bedrijven, met zowel veeteelt in het veengebied als akkerbouw op de geest langs de Herenweg (met vooral rogge en gerst). In latere tijd werd veeteelt de voornaamste bedrijvigheid. Daarnaast was er visserij en zoals gezegd in veel mindere mate akkerbouw, met de teelt van rogge, aardappelen, haver, gerst, erwten en bonen. Daarnaast had Warmond al aan het einde van de middeleeuwen enkele scheepswerven. Door de waterrijke omgeving was scheepsbouw daar een voor de hand liggende industrie.
In de tweede helft van de negentiende eeuw kwam in Warmond op de zandgronden de bloembollenteelt op. Deze teelt breidde zich snel uit waardoor ze voor veel Warmonders een belangrijke bron van inkomsten werd. Een andere belangrijke bron van inkomsten was de watersport, die omstreeks 1910 ontstond. De Kagerplassen waren hiervoor uitermate geschikt. Verscheidene particulieren lieten hun land vergraven tot jachthaven. De oudste industrie in Warmond waren de kalkovens. Deze zijn in 1865 door de heren D.S. en J. Bredenberg gesticht en in de jaren 1930 afgebroken om plaats te maken voor een jachthaven. De in 1917 gevestigde Padoxfabriek legde zich toe op het bewerken van hout voor de bouw en scheepswerven en is een paar jaar geleden failliet gegaan. Verder zijn er nog kaarsenmakerijen geweest, maar die bestaan ook niet meer. Wel is in de oude kaarsenmakerij van Papôt nu een klein museum gevestigd. Warmond kende zo'n vijftig jaar geleden een rijk winkelbestand, dat uitsluitend een lokaal karakter had. Zo waren er alleen al in de Dorpsstraat, de winkelstraat, zo'n veertig winkels gevestigd. Deze voorzagen de Warmonders van alle dagelijkse en niet-dagelijkse boodschappen. Door concurrentie van winkelvoorzieningen in omliggende plaatsen en door gebrek aan opvolging moesten de meeste winkeliers in de loop der jaren hun winkel sluiten. Nu is de belangrijkste winkelvoorziening een supermarkt van Albert Heijn. Verder kent het dorp een aantal kunstgaleries, horeca en wat speciaalzaken.

## Overheid en gezag

### Ambachtsheren

Het wapen van Johan II van Duvenvoorde, heer van Warmond (†1610): in de kwartieren Duivenvoorde en Woude, en Warmond als hartschild

Rond het jaar 985 was Warmond al met zekerheid een zelfstandig rechtsgebied met een eigen bestuurder: een ambacht. De namen van de oudste bestuurders (schouten of ambachtsheren) zijn niet bekend. De oudste bij naam bekende ambachtsheer van Warmond wordt genoemd in 1201: Frank van Warmond wordt in dat jaar vermeld als getuige van graaf Dirk VII van Holland. Het kasteel van heer Frank van Warmond stond mogelijk bij de Warmondse dorpskerk.
Frank had geen zoon, maar wel een dochter: Sophia van Warmond. Deze trouwde met een edelman uit de buurt, Jacob XI van den Woude (Woubrugge), zodat de heerlijkheid Warmond op diens geslacht vererfde.
Het geslacht Van den Woude bouwde rond 1300 een nieuw kasteel, dat eeuwenlang de zetel bleef van de heren van Warmond, het Huys te Warmont. In 1362 droeg Jacob XIV van den Woude dit kasteel en het bijbehorende land in leen op aan de Vrouwe van Voorne. Al sinds de 13de eeuw onderhielden de heren van Warmond met de heren en vrouwen van Voorne namelijk goede relaties.
Door koop breidden de heren van Warmond en Woude in 1416 hun gebied uit met de ambachtsheerlijkheid Alkemade. Daardoor heersten de heren van Warmond vanaf het begin van de 15de eeuw niet alleen over Warmond en Woubrugge, maar ook over een groot gedeelte van wat later gemeente Kaag en Braassem zou worden.

### Hoge heren
Als dank voor de inzet van de heer van Warmond in de oorlog tegen de Friezen en het land van Arkel, verhief de graaf van Holland het ambacht Warmond in 1402 tot een hoge heerlijkheid. In 1428 gebeurde dat ook met de aangrenzende ambachten Alkemade en Esselijkerwoude (Woubrugge), eveneens in bezit van de heren van Warmond. Daardoor kregen de heren van Warmond veel meer macht. Feitelijk was Warmond een 'staat in de staat' geworden (mediëvist Antheun Janse noemt hoge heren ook toepasselijk 'semi-landsheren'). De heren van Warmond mochten in hun gebied zelfs de doodstraf uitspreken.
De familie Van den Woude bleef aan het hoofd van de heerlijkheid Warmond tot in de 16de eeuw. Hierop kwam Warmond in handen van het geslacht Van Duvenvoorde. Een van de bekendere heren van Warmond uit dat geslacht was Johan van Duvenvoorde (†1610). Deze is onder meer bekend vanwege zijn rol bij de verdediging van de stad Leiden tijdens het Beleg van Leiden (1573-1574). De prins van Oranje benoemde hem daarom tot ‘Admirael ende oversten’ van alle oorlogsschepen op het Haarlemmermeer.

### Moderne tijd
Na de komst van de Fransen in 1795 raakten de heren van Warmond hun rechten geleidelijk kwijt. Vanaf 1848 zat het gezag in handen van een gemeentebestuur (zie Lijst van burgemeesters van Warmond). In 2006 is Warmond opgegaan in de gemeente Teylingen.

## Demografie
De oudste demografische gegevens dateren uit 1369. Een document uit dat jaar vermeldt zo'n 29 gezinshoofden, wat - uitgaand van zo'n 6 personen per huishouden - neerkomt op ca. 174 inwoners. Maar deze lijst gezinshoofden was niet compleet. Zo ontbreken bijvoorbeeld de geestelijken én de alleenstaande vrouwen. Uitgebreid archiefonderzoek heeft sindsdien aangetoond dat het dorp inderdaad een stuk groter was dan aanvankelijk gedacht: gegeven de aanwezigheid van 54 hofsteden moet het dorp eind 14e eeuw omgerekend ca. 324 inwoners hebben geteld.
Vanaf die tijd groeide het aantal inwoners gestaag tot 1488 personen in 1628, om daarna weer te dalen tot 786 personen in 1807. Daarna groeide de bevolking weer tot 4394 personen in 1960. 
Op 1 juni 2005, ruim een half jaar voordat Warmond opging in de gemeente Teylingen bedroeg het aantal inwoners 4915. Per 1 januari 2023 bedroeg het aantal inwoners van Warmond 5.210 .

## Sport
Sinds het begin van de 20ste eeuw geldt Warmond als een centrum voor de watersport. Sinds 1975 is Warmond ook keerpunt van de jaarlijkse Strontrace.

## Molens
Al in 1370 wordt in Warmond een molen vermeld: dat was een korenmolen, die tot het einde van de 19de eeuw bij het perceel Oosteinde 4 stond.
Heden is in Warmond nog een aantal goed onderhouden windmolens te vinden:

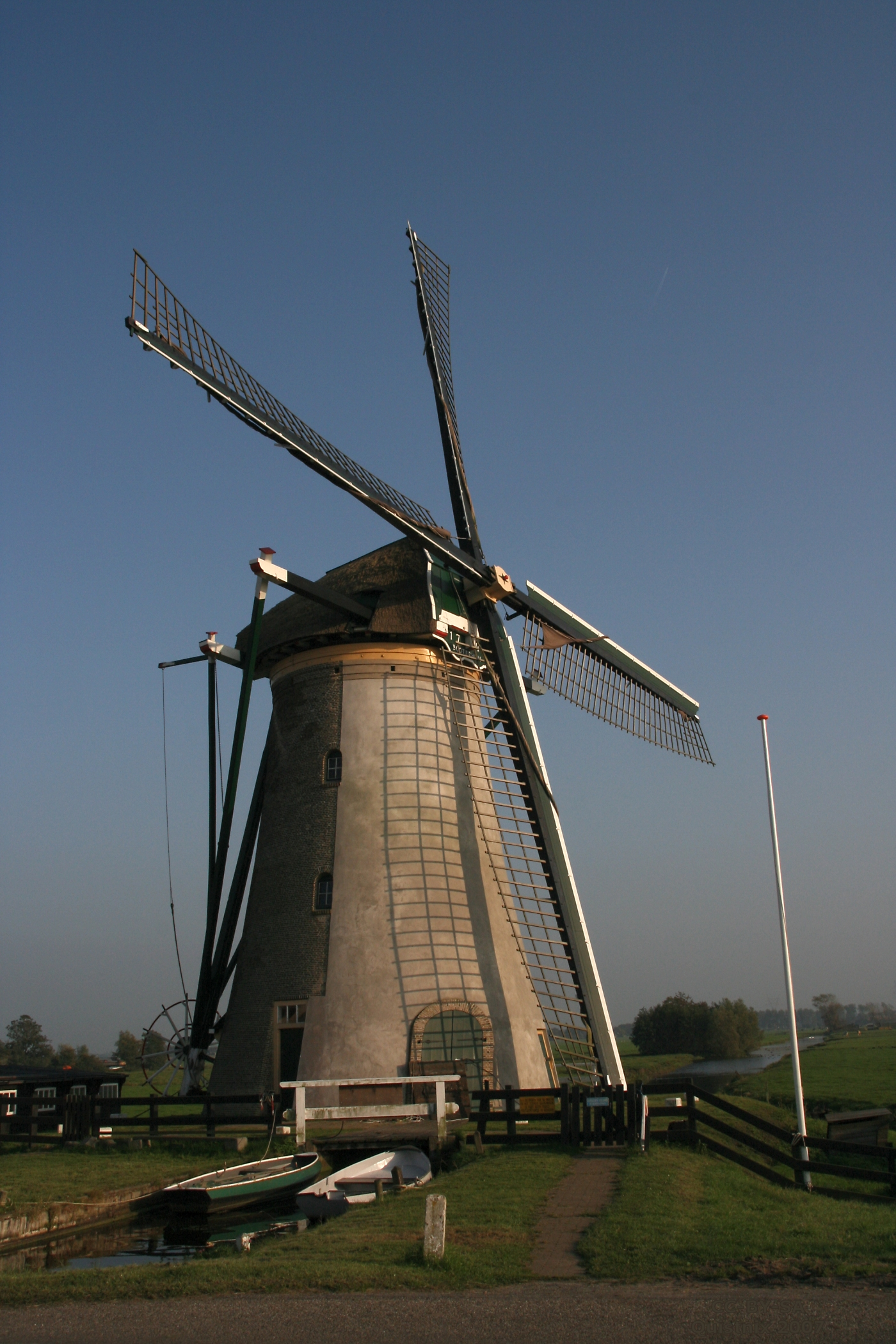
De Boterhuismolen
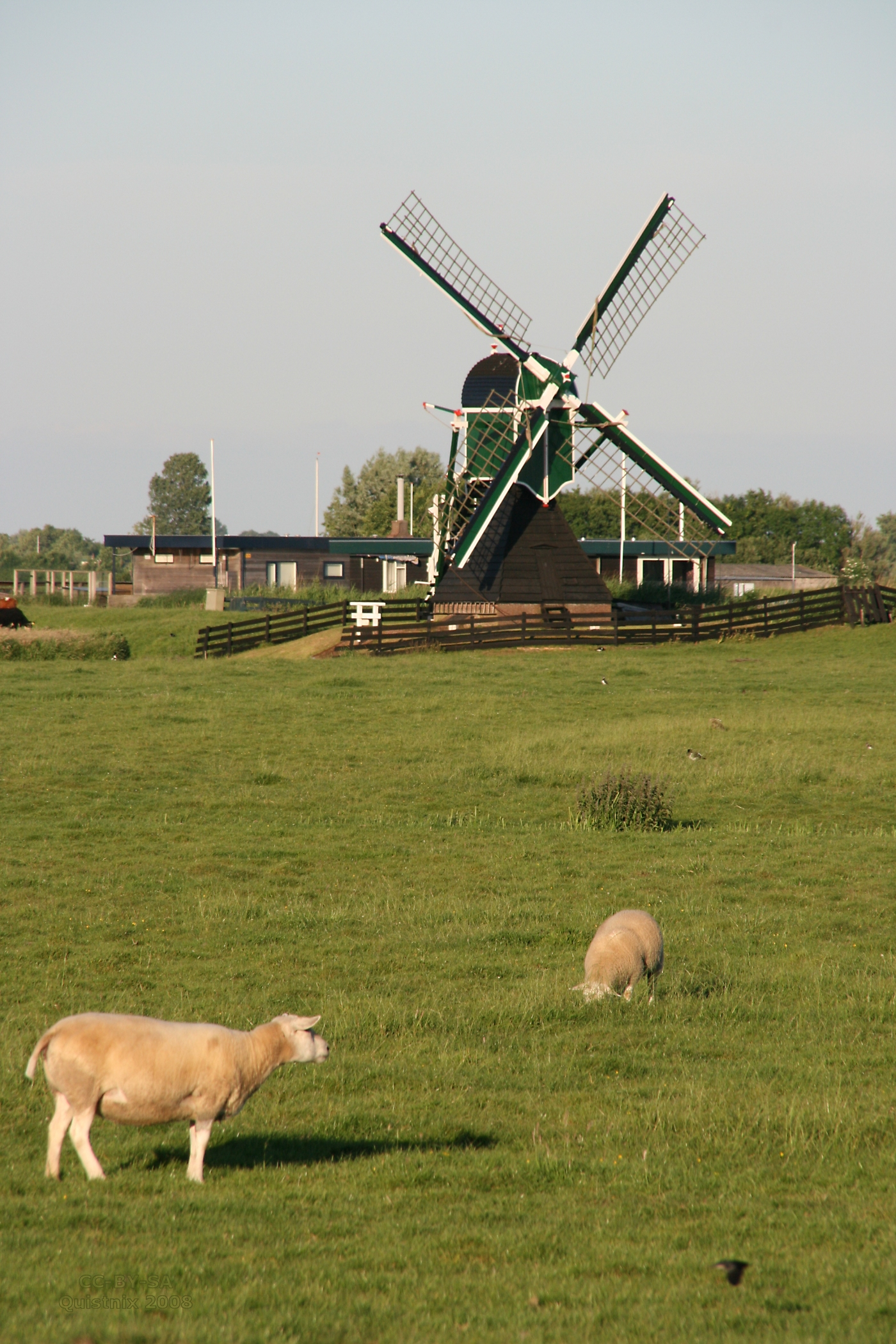
De Nieuwe Hofmolen
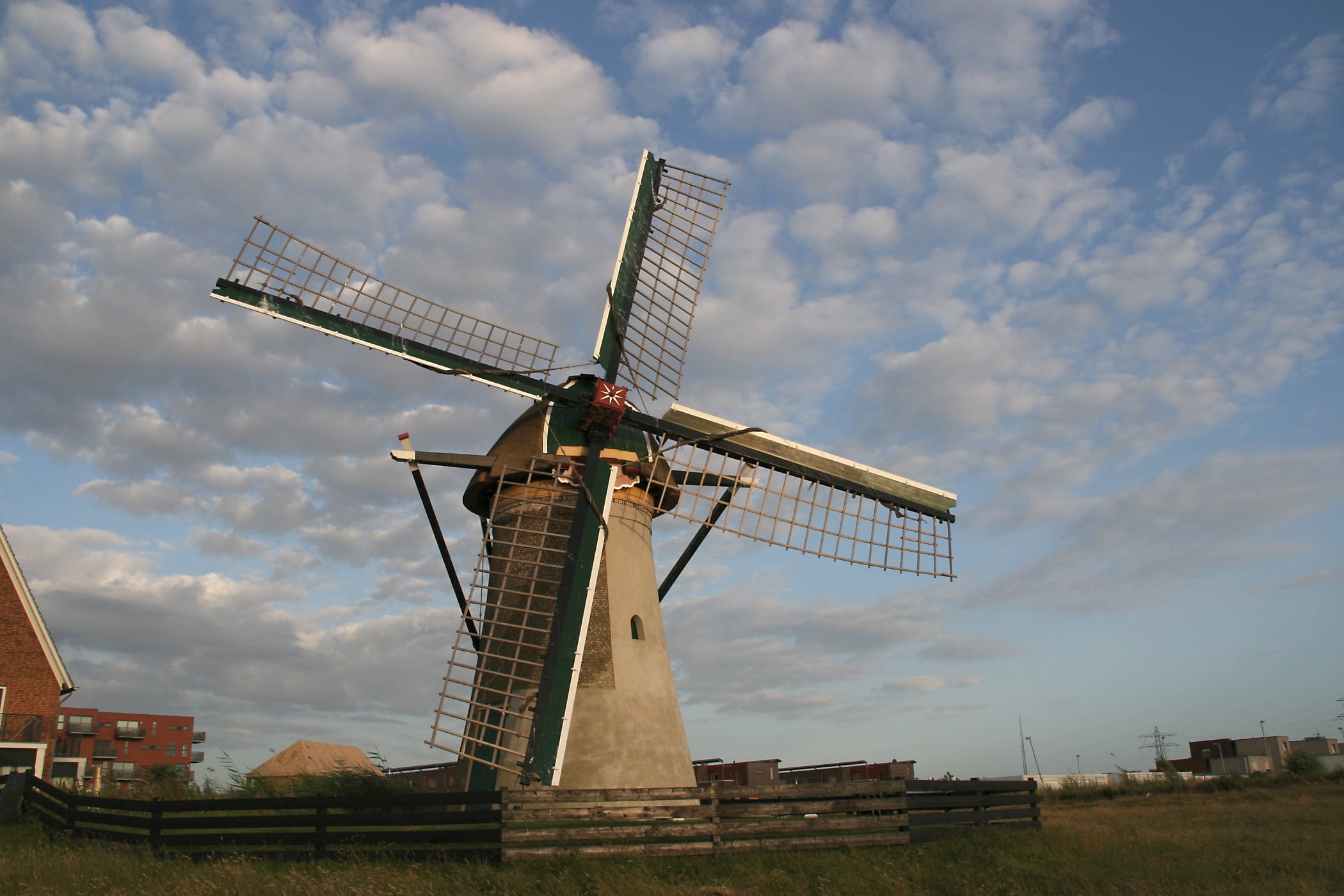
Molen 't Poeltje
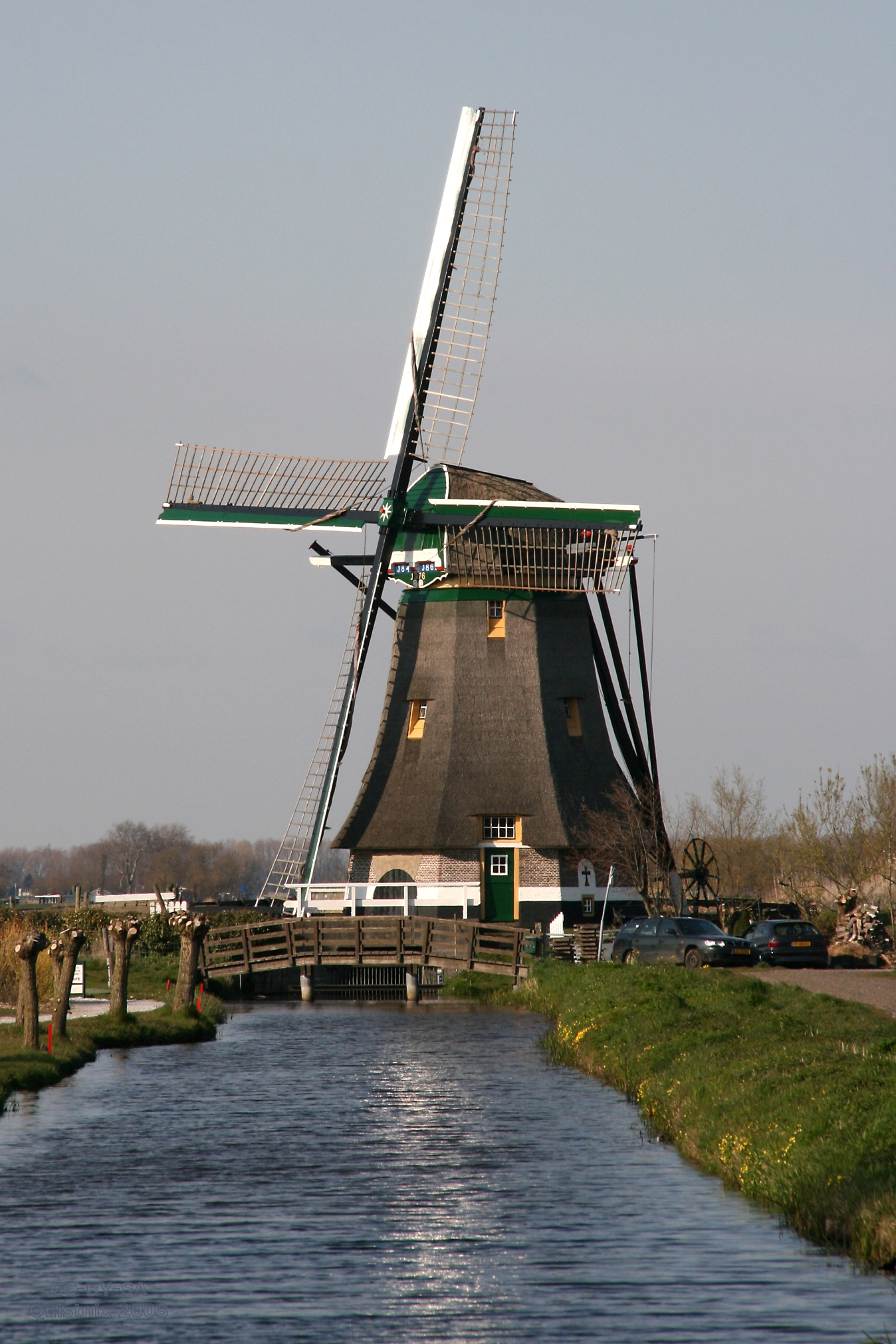
De Broekdijkmolen
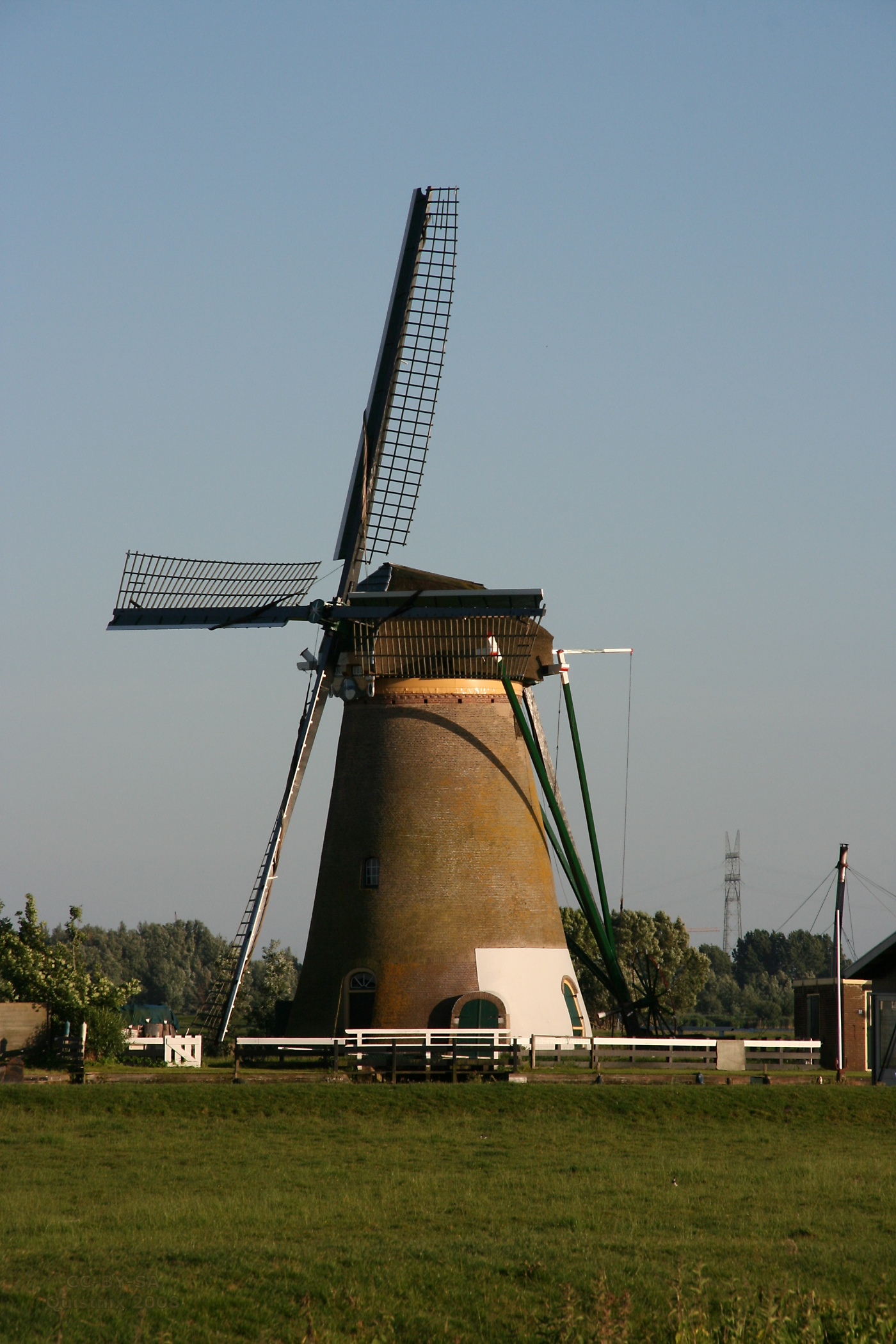
De Zwanburgermolen

## Spoorwegongeval
Warmond had een station tussen 1843 en 1952. Het eerste spoorwegongeval in Nederland vond plaats op 10 maart 1843 nabij Warmond toen een locomotief ontspoorde bij een niet goed afgesloten spoorbrug. Er viel een dode.

## Bekende inwoners

### Geboren
- Mathilde van Limburg Stirum (1854-1932), geliefde van kroonprins Willem, de oudste zoon van koning Willem III
- Gerard van der Kroft (1933-2019), Nederlands politicus
- Adri van Staveren (1953), voetballer
- Stan van Belkum (1961), waterpolospeler
- Els van Diggele (1967), historica en journaliste
- Allard Lindhout (1987), voetbalscheidsrechter
- Lisa van der Geest (1994), schaatsster
- Frank van den Broek (2000), wielrenner

### Woonachtig (geweest)
- Jan Steen (1626-1679), kunstschilder
- Hubertus Cornelis Joseph Maria van Nispen tot Sevenaer (1836-1897), rector van de St. Hubertusschool en centraal-president van Sint Jozef Gezellenvereniging
- Antonius Hensen (1854-1932), hoogleraar en directeur van het Nederlands Historisch Instituut te Rome
- Johannes Aengenent (1873-1935), hoogleraar aan het grootseminarie in Warmond, bisschop van het bisdom Haarlem
- Pieter Roelof Michaël (1892-1985), chirurg, hoogleraar in de heelkunde en tevens een van de weinige protestantse ridders in de Orde van Sint-Gregorius de Grote
- Jozef van Raaij (1898-1974), kunstschilder en etser
- Martinus Jansen (1905-1983), eerste bisschop van het bisdom Rotterdam
- Pieter Geraedts (1911-1978), schilder, beeldhouwer, glazenier
- Bertus Aafjes (1914-1993), Nederlandse schrijver en dichter
- Marianne Dommisse (1927-2014), Nederlandse fotografe
- Adrianus Simonis (1931-2020), Nederlands kardinaal
- Maarten 't Hart (1944), schrijver en bioloog
- Bernard Welten (1955), ex-politiechef[90]
- Ard van der Steur (1969), minister van Veiligheid & Justitie
- DJ Isis (1975), dj en producer

### Overleden
- Bernard II van den Bongard (1598-1641), heer van Nijenrode
- Hiëronymus van Beverningh (1614-1690), Gouds regent, diplomaat en thesaurier-generaal van de Republiek der Zeven Verenigde Nederlanden in de Gouden Eeuw
- Carel de Moor (1655-1738), kunstschilder
- Johan Conrad Amman (1669-1724), arts
- Willem Sautijn (1704-1789), bewindvoerder van de Admiraliteit van Amsterdam
- Antoine Lipkens (1782-1847), ingenieur en uitvinder
- Johannes Schrant (1783-1866), hoogleraar en rector aan de universiteiten van Gent en Leiden
- Cornelis Broere (1803-1860), hoogleraar geschiedenis seminarie Warmond, schilder, dichter, schrijver, emancipator
- Leopold August Nypels (1888-1969), jurist en viervoudig Nederlands kampioen tennis
- Marie-Louise Johanna Daisy Teixeira de Mattos (1899-1984), grootmeesteres van de koningin
- François Henri van Kinschot (1899-1985), burgemeester van Leiden
- Alfons Chorus (1909-1998), hoogleraar psychologie
- Ceesje Speenhoff (1909-2004), toneelspeelster en cabaretière
- Hans van Tuyll van Serooskerken (1917-1988), Nederlands burgemeester en landdrost
- Trijntje Taconis (1918-1998), verzetsstrijdster
- George Pauli (1923-2003), militair officier en intendant van de koninklijke paleizen
- Hans Ras (1926-2003), hoogleraar in de Javaanse taal- en letterkunde
- Erik Zürcher (1928-2008), hoogleraar in de geschiedenis van Oost-Azië
- Manfred de Graaf (1939-2018), acteur
- Marc Witteman (1961-2018), politicus
- Wouter Buikhuisen (1933-2025), criminoloog